# Élections législatives de 1958 dans la Seine
Les élections législatives françaises de 1958 se déroulent les 23 et 30 novembre 1958. Dans le département de la Seine, cinquante-cinq députés sont à élire dans le cadre de cinquante-cinq circonscriptions.

## Élus
| Circonscription | Député élu                | Parti | Parti |
| --------------- | ------------------------- | ----- | ----- |
| 1re             | Jean Legaret              |       | CNIP  |
| 2e              | Michel Junot              |       | CNIP  |
| 3e              | Jean-Marie Le Pen         |       | CNIP  |
| 4e              | Jean Albert-Sorel         |       | CNIP  |
| 5e              | Édouard Frédéric-Dupont   |       | CNIP  |
| 6e              | Jacques Féron             |       | CNIP  |
| 7e              | René Moatti               |       | UNR   |
| 8e              | Jean-Charles Lepidi       |       | UNR   |
| 9e              | André Fanton              |       | UNR   |
| 10e             | Jacques Malleville        |       | UNR   |
| 11e             | Raphaël Touret            |       | UNR   |
| 12e             | Pierre-Louis Bourgoin     |       | UNR   |
| 13e             | René Sanson               |       | UNR   |
| 14e             | Jean-Baptiste Biaggi      |       | UNR   |
| 15e             | Julien Tardieu            |       | CNIP  |
| 16e             | Christian de La Malène    |       | UNR   |
| 17e             | Jean Baylot               |       | CNIP  |
| 18e             | Jean-Robert Debray        |       | CNIP  |
| 19e             | Claude Roux               |       | UNR   |
| 20e             | Michel Habib-Deloncle     |       | UNR   |
| 21e             | Henri Karcher             |       | UNR   |
| 22e             | Pierre Ferri              |       | CNIP  |
| 23e             | Guy Vaschetti             |       | UNR   |
| 24e             | François Missoffe         |       | UNR   |
| 25e             | Jean Pécastaing           |       | CNIP  |
| 26e             | Joël Le Tac               |       | UNR   |
| 27e             | Jean Bernasconi           |       | UNR   |
| 28e             | Pierre Ruais              |       | UNR   |
| 29e             | Georges Bourriquet        |       | UNR   |
| 30e             | Roger Pinoteau            |       | CNIP  |
| 31e             | Albert Marcenet           |       | UNR   |
| 32e             | André Roulland            |       | UNR   |
| 33e             | Jean Toutain              |       | UNR   |
| 34e             | Achille Peretti           |       | UNR   |
| 35e             | Edmond Pezé               |       | UNR   |
| 36e             | Marcelle Devaud           |       | UNR   |
| 37e             | Michel Maurice-Bokanowski |       | UNR   |
| 38e             | Roland Carter             |       | UNR   |
| 39e             | Jean-Charles Privet       |       | SFIO  |
| 40e             | Fernand Grenier           |       | PCF   |
| 41e             | Waldeck Rochet            |       | PCF   |
| 42e             | Maurice Nilès             |       | PCF   |
| 43e             | Robert Calméjane          |       | UNR   |
| 44e             | Jean Lolive               |       | PCF   |
| 45e             | Jean-Pierre Profichet     |       | UNR   |
| 46e             | Antoine Quinson           |       | CR    |
| 47e             | Roland Nungesser          |       | UNR   |
| 48e             | Philippe Vayron           |       | CNIP  |
| 49e             | Michel Peytel             |       | UNR   |
| 50e             | Maurice Thorez            |       | PCF   |
| 51e             | Daniel Dreyfous-Ducas     |       | UNR   |
| 52e             | Antoine Lacroix           |       | SFIO  |
| 53e             | Paul Mainguy              |       | UNR   |
| 54e             | Raymond Poutier           |       | UNR   |
| 55e             | René Plazanet             |       | UNR   |

## Système électoral
Pour la première fois depuis 1936, les élections législatives ont lieu au scrutin uninominal majoritaire à deux tours dans des circonscriptions uninominales.
Est élu au premier tour le candidat qui réunit la majorité absolue des suffrages exprimés et un nombre de voix au moins égal au quart (25 %) des électeurs inscrits dans la circonscription. Si aucun des candidats ne satisfait ces conditions, un second tour est organisé entre les candidats ayant réuni un nombre de voix au moins égal à 5 % des suffrages exprimés. Au second tour, le candidat arrivé en tête est déclaré élu.
Le seuil de qualification, basé sur un pourcentage relativement faible des suffrages exprimés, tend à faciliter l'accès au second tour de plus de deux candidats. Les candidats en lice au second tour peuvent ainsi fréquemment être trois, un cas de figure appelé « triangulaire ». Lorsque quatre candidats s'affrontent au second tour, on parle de « quadrangulaire ».

## Résultats

### Résultats à l'échelle du département
| Parti | Parti                                            | Premier tour | Premier tour | Second tour | Second tour | Sièges |
| Parti | Parti                                            | Voix         | %            | Voix        | %           | Sièges |
| --- | ------------------------------------------------ | ------------ | ------------ | ----------- | ----------- | ------ |
| | Union pour la nouvelle République                | 573 069      | 22,15        | 1 035 313   | 41,61       | 32     |
| | Centre national des indépendants et paysans      | 370 626      | 14,32        | 384 646     | 15,46       | 15     |
| | Divers droite (gaulliste)                        | 33 343       | 1,29         | 3 163       | 0,13        | 0      |
| | Modérés                                          | 68 494       | 2,65         | 10 514      | 0,42        | 0      |
| | Républicains sociaux                             | 3 645        | 0,14         | 10          | 0,00        | 0      |
| | Droite parlementaire                             | 1 049 177    | 40,54        | 1 433 646   | 57,61       | 47     |
| |                                                  |              |              |             |             |        |
| | Parti communiste français                        | 665 791      | 25,73        | 734 956     | 29,54       | 5      |
| | Section française de l'Internationale ouvrière   | 313 311      | 12,11        | 171 603     | 6,90        | 2      |
| | Mouvement républicain populaire                  | 145 394      | 5,62         | 50 716      | 2,04        | 0      |
| | Centre républicain                               | 120 235      | 4,65         | 63 334      | 2,55        | 1      |
| | Gaullistes d'opposition                          | 72 112       | 2,79         | 20 602      | 0,83        | 0      |
| | Union des forces démocratiques                   | 69 623       | 2,69         | 10 359      | 0,42        | 0      |
| | Divers                                           | 59 356       | 2,29         | 2 059       | 0,08        | 0      |
| | Parti républicain, radical et radical-socialiste | 47 891       | 1,85         | 1 165       | 0,05        | 0      |
| | Union et fraternité française                    | 21 102       | 0,82         |             |             | 0      |
| | Extrême droite                                   | 12 561       | 0,49         | Retrait     | Retrait     | 0      |
| | Rassemblement des gauches républicaines          | 11 225       | 0,43         | Retrait     | Retrait     | 0      |
| |                                                  |              |              |             |             |        |
| Inscrits | Inscrits                                         | 3 359 415    | 100,00       | 3 306 709   | 100,00      | 55     |
| Abstentions | Abstentions                                      | 709 183      | 21,11        | 760 812     | 23,01       |        |
| Votants | Votants                                          | 2 650 232    | 78,89        | 2 545 897   | 76,99       |        |
| Blancs et nuls | Blancs et nuls                                   | 62 454       | 2,36         | 57 497      | 2,26        |        |
| Exprimés | Exprimés                                         | 2 587 778    | 97,64        | 2 488 400   | 97,74       |        |
| Source : France, Ministère de l'intérieur. Les Elections législatives . Métropole., la Documentation française, 1974 (lire en ligne) |                                                  |              |              |             |             |        |

### Résultats par circonscription
| Aller aux résultats d'une circonscription |
| --- |
| 1re • 2e • 3e • 4e • 5e • 6e • 7e • 8e • 9e • 10e • 11e • 12e • 13e • 14e • 15e 16e • 17e • 18e • 19e • 20e • 21e • 22e • 23e • 24e • 25e • 26e • 27e • 28e • 29e • 30e 31e • 32e • 33e • 34e • 35e • 36e • 37e • 38e • 39e • 40e • 41e • 42e • 43e • 44e • 45e 46e • 47e • 48e • 49e • 50e • 51e • 52e • 53e • 54e • 55e |

#### Première circonscription
| Candidat                    | Candidat          | Parti          | Premier tour | Premier tour | Second tour | Second tour |  |
| Candidat                    | Candidat          | Parti          | Voix         | %            | Voix        | %           |  |
| --------------------------- | ----------------- | -------------- | ------------ | ------------ | ----------- | ----------- |  |
|                             | Jean Legaret élu  | CNIP           | 11 950       | 24,46        | 18 592      | 38,72       |  |
|                             | Philippe Barrès   | UNR            | 9 987        | 20,44        | 15 258      | 31,77       |  |
|                             | Albert Rigal      | PCF            | 8 930        | 18,28        | 9 627       | 20,05       |  |
|                             | Pierre Guérard    | CNIP           | 5 014        | 10,26        | Retrait     | Retrait     |  |
|                             | Auguste Corbier   | SFIO           | 4 833        | 9,89         | 4 544       | 9,46        |  |
|                             | Pierre Lemarchand | CRR            | 2 413        | 4,94         |             |             |  |
|                             | Roger Friedmann   | UFD            | 2 291        | 4,69         |             |             |  |
|                             | Marcel Faure      | Divers         | 1 909        | 3,91         |             |             |  |
|                             | André Morel       | Extrême droite | 734          | 1,5          |             |             |  |
|                             | Jules Bobillot    | UFF            | 547          | 1,12         |             |             |  |
|                             | Joseph Collin     | Modérés        | 245          | 4,66         |             |             |  |
|                             |                   |                |              |              |             |             |  |
| Inscrits                    | Inscrits          | Inscrits       | 66 198       | 100,00       | 66 194      | 100,00      |  |
| Abstentions                 | Abstentions       | Abstentions    | 16 116       | 24,35        | 17 413      | 26,31       |  |
| Votants                     | Votants           | Votants        | 50 082       | 75,65        | 48 781      | 73,69       |  |
| Blancs et nuls              | Blancs et nuls    | Blancs et nuls | 1 229        | 2,45         | 760         | 1,56        |  |
| Exprimés                    | Exprimés          | Exprimés       | 48 853       | 97,55        | 48 021      | 98,44       |  |
| Source : Gallica et CEVIPOF |                   |                |              |              |             |             |  |

#### Deuxième circonscription
| Candidat                    | Candidat                | Parti                     | Premier tour | Premier tour | Second tour | Second tour |  |
| Candidat                    | Candidat                | Parti                     | Voix         | %            | Voix        | %           |  |
| --------------------------- | ----------------------- | ------------------------- | ------------ | ------------ | ----------- | ----------- |  |
|                             | Pierre Mialet           | PCF                       | 10 725       | 21,37        | 13 156      | 26,28       |  |
|                             | Alexis Moscovitch       | UNR                       | 9 968        | 19,86        | 14 174      | 28,31       |  |
|                             | Michel Junot élu        | CNIP                      | 9 512        | 18,96        | 18 543      | 37,04       |  |
|                             | André Weil-Curiel       | SFIO                      | 4 114        | 8,2          | 4 195       | 8,38        |  |
|                             | Henri-Philippe Beausire | CRR                       | 3 482        | 6,94         | Retrait     | Retrait     |  |
|                             | Jacques Borredon        | UFD                       | 2 359        | 4,7          |             |             |  |
|                             | Joseph Mandrillon       | Modérés                   | 1 556        | 1,5          |             |             |  |
|                             | Louis Bonnet            | MRP                       | 1 543        | 3,07         |             |             |  |
|                             | Henri Gal               | Divers                    | 1 492        | 2,97         |             |             |  |
|                             | Georges Benhamou        | RGR                       | 1 340        | 2,67         |             |             |  |
|                             | Louis de Charbonnières  | Divers                    | 1 103        | 2,2          |             |             |  |
|                             | Marcel Giraud           | CR                        | 845          | 1,68         |             |             |  |
|                             | Jacques Barbier         | UFF                       | 827          | 1,65         |             |             |  |
|                             | Louis Gayout            | Divers                    | 690          | 1,38         |             |             |  |
|                             | Raymond Collieux        | Divers                    | 431          | 0,86         |             |             |  |
|                             | Noël Leclerq            | Divers droite (Gaulliste) | 193          | 0,38         |             |             |  |
|                             |                         |                           |              |              |             |             |  |
| Inscrits                    | Inscrits                | Inscrits                  | 70 431       | 100,00       | 70 446      | 100,00      |  |
| Abstentions                 | Abstentions             | Abstentions               | 18 512       | 26,28        | 19 430      | 27,58       |  |
| Votants                     | Votants                 | Votants                   | 51 919       | 73,72        | 51 016      | 72,42       |  |
| Blancs et nuls              | Blancs et nuls          | Blancs et nuls            | 1 739        | 3,35         | 948         | 1,86        |  |
| Exprimés                    | Exprimés                | Exprimés                  | 50 180       | 96,65        | 50 068      | 98,14       |  |
| Source : Gallica et CEVIPOF |                         |                           |              |              |             |             |  |

#### Troisième circonscription
| Candidat                    | Candidat              | Parti                     | Premier tour | Premier tour | Second tour | Second tour |  |
| Candidat                    | Candidat              | Parti                     | Voix         | %            | Voix        | %           |  |
| --------------------------- | --------------------- | ------------------------- | ------------ | ------------ | ----------- | ----------- |  |
|                             | Jean-Marie Le Pen élu | CNIP                      | 11 711       | 24,14        | 21 556      | 45,17       |  |
|                             | Lucien Monjauvis      | PCF                       | 8 670        | 17,87        | 10 469      | 21,94       |  |
|                             | Jacques Capron        | MRP                       | 6 909        | 14,24        | Retrait     | Retrait     |  |
|                             | Charles Fatosme       | UNR                       | 4 736        | 9,76         | 10 473      | 21,94       |  |
|                             | Robert Verdier        | UFD                       | 4 216        | 8,69         | 556         | 1,17        |  |
|                             | Frédéric Choffé       | SFIO                      | 3 999        | 8,24         | 4 660       | 9,76        |  |
|                             | Jacques Debû-Bridel   | RS                        | 3 645        | 7,51         | 10          | 0,02        |  |
|                             | Philippe Baume        | Divers droite (Gaulliste) | 1 441        | 2,97         |             |             |  |
|                             | Guy Vinatre           | Extrême droite            | 1 198        | 2,47         |             |             |  |
|                             | Henri Enjalbert       | Modérés                   | 1 155        | 2,38         |             |             |  |
|                             | Dominique Pierrini    | Divers                    | 836          | 1,72         |             |             |  |
|                             |                       |                           |              |              |             |             |  |
| Inscrits                    | Inscrits              | Inscrits                  | 67 298       | 100,00       | 67 298      | 100,00      |  |
| Abstentions                 | Abstentions           | Abstentions               | 17 685       | 26,28        | 18 592      | 27,63       |  |
| Votants                     | Votants               | Votants                   | 49 613       | 73,72        | 48 706      | 72,37       |  |
| Blancs et nuls              | Blancs et nuls        | Blancs et nuls            | 1 097        | 2,21         | 982         | 2,02        |  |
| Exprimés                    | Exprimés              | Exprimés                  | 48 516       | 97,79        | 47 724      | 97,98       |  |
| Source : Gallica et CEVIPOF |                       |                           |              |              |             |             |  |

#### Quatrième circonscription
| Candidat                    | Candidat                   | Parti                     | Premier tour | Premier tour | Second tour | Second tour |  |
| Candidat                    | Candidat                   | Parti                     | Voix         | %            | Voix        | %           |  |
| --------------------------- | -------------------------- | ------------------------- | ------------ | ------------ | ----------- | ----------- |  |
|                             | Jean Albert-Sorel élu      | CNIP                      | 12 387       | 29,53        | 18 717      | 46,62       |  |
|                             | Bertrand Flornoy           | UNR                       | 7 494        | 17,87        | 12 431      | 30,96       |  |
|                             | Charles Perlican           | PCF                       | 5 077        | 12,1         | 5 839       | 14,54       |  |
|                             | Jean-Pierre Giraudoux      | Divers droite (Gaulliste) | 4 976        | 11,86        | 3 163       | 7,88        |  |
|                             | Étienne Royer de Véricourt | MRP                       | 4 445        | 10,6         | Retrait     | Retrait     |  |
|                             | Michel Salles              | SFIO                      | 3 370        | 8,03         | Retrait     | Retrait     |  |
|                             | Yvonne Georges-Picot       | Divers (GO)               | 1 910        | 4,55         |             |             |  |
|                             | Marcel Hautant             | Modérés                   | 1 102        | 2,63         |             |             |  |
|                             | Charles Riveron            | Modérés                   | 767          | 1,83         |             |             |  |
|                             | Gérard Lavigne             | UFF                       | 419          | 1            |             |             |  |
|                             |                            |                           |              |              |             |             |  |
| Inscrits                    | Inscrits                   | Inscrits                  | 56 663       | 100,00       | 56 663      | 100,00      |  |
| Abstentions                 | Abstentions                | Abstentions               | 13 813       | 24,38        | 15 467      | 27,3        |  |
| Votants                     | Votants                    | Votants                   | 42 850       | 75,62        | 41 196      | 72,7        |  |
| Blancs et nuls              | Blancs et nuls             | Blancs et nuls            | 903          | 2,11         | 1 046       | 2,54        |  |
| Exprimés                    | Exprimés                   | Exprimés                  | 41 947       | 97,89        | 40 150      | 97,46       |  |
| Source : Gallica et CEVIPOF |                            |                           |              |              |             |             |  |

#### Cinquième circonscription
| Candidat                    | Candidat                    | Parti                     | Premier tour | Premier tour | Second tour | Second tour |  |
| Candidat                    | Candidat                    | Parti                     | Voix         | %            | Voix        | %           |  |
| --------------------------- | --------------------------- | ------------------------- | ------------ | ------------ | ----------- | ----------- |  |
|                             | Édouard Frédéric-Dupont élu | CNIP                      | 24 969       | 49,73        | 37 934      | 87,06       |  |
|                             | Guy Sabatier                | UNR                       | 9 893        | 19,7         | Retrait     | Retrait     |  |
|                             | Pierre Botteau              | PCF                       | 4 576        | 9,11         | 5 638       | 12,94       |  |
|                             | Henri Murray                | SFIO                      | 3 731        | 7,43         | Retrait     | Retrait     |  |
|                             | Antoinette Le Ber           | MRP                       | 3 502        | 6,97         | Retrait     | Retrait     |  |
|                             | Roland Gillet               | Divers droite (Gaulliste) | 2 140        | 4,26         |             |             |  |
|                             | René Roullet                | Divers                    | 1 401        | 2,79         |             |             |  |
|                             |                             |                           |              |              |             |             |  |
| Inscrits                    | Inscrits                    | Inscrits                  | 65 714       | 100,00       | 65 714      | 100,00      |  |
| Abstentions                 | Abstentions                 | Abstentions               | 14 487       | 22,05        | 19 426      | 29,56       |  |
| Votants                     | Votants                     | Votants                   | 51 227       | 77,95        | 46 288      | 70,44       |  |
| Blancs et nuls              | Blancs et nuls              | Blancs et nuls            | 1 015        | 1,98         | 2 716       | 5,87        |  |
| Exprimés                    | Exprimés                    | Exprimés                  | 50 212       | 98,02        | 43 572      | 94,13       |  |
| Source : Gallica et CEVIPOF |                             |                           |              |              |             |             |  |

#### Sixième circonscription
| Candidat                    | Candidat          | Parti          | Premier tour | Premier tour | Second tour | Second tour |  |
| Candidat                    | Candidat          | Parti          | Voix         | %            | Voix        | %           |  |
| --------------------------- | ----------------- | -------------- | ------------ | ------------ | ----------- | ----------- |  |
|                             | Jacques Féron élu | CNIP           | 13 811       | 37,26        | 16 349      | 45,84       |  |
|                             | René Laure        | UNR            | 11 380       | 30,7         | 15 927      | 44,65       |  |
|                             | Charles Cussey    | PCF            | 2 888        | 7,79         | 3 393       | 9,51        |  |
|                             | Jean Bénard       | SFIO           | 2 601        | 7,02         | Retrait     | Retrait     |  |
|                             | Raymond Thévenin  | Modérés        | 1 761        | 4,75         |             |             |  |
|                             | Georges Dumont    | RGR            | 1 706        | 4,6          |             |             |  |
|                             | Robert Séjournet  | MRP            | 1 430        | 3,86         |             |             |  |
|                             | Marcel Moulart    | Divers         | 750          | 2,02         |             |             |  |
|                             | Robert Perreau    | Divers         | 481          | 1,3          |             |             |  |
|                             | Françoise Daniels | Divers         | 263          | 0,71         |             |             |  |
|                             |                   |                |              |              |             |             |  |
| Inscrits                    | Inscrits          | Inscrits       | 49 138       | 100,00       | 49 112      | 100,00      |  |
| Abstentions                 | Abstentions       | Abstentions    | 11 469       | 23,34        | 12 697      | 25,85       |  |
| Votants                     | Votants           | Votants        | 37 669       | 76,66        | 36 415      | 74,15       |  |
| Blancs et nuls              | Blancs et nuls    | Blancs et nuls | 598          | 1,59         | 746         | 2,05        |  |
| Exprimés                    | Exprimés          | Exprimés       | 37 071       | 98,41        | 35 669      | 97,95       |  |
| Source : Gallica et CEVIPOF |                   |                |              |              |             |             |  |

#### Septième circonscription
| Candidat                    | Candidat                | Parti          | Premier tour | Premier tour | Second tour | Second tour |  |
| Candidat                    | Candidat                | Parti          | Voix         | %            | Voix        | %           |  |
| --------------------------- | ----------------------- | -------------- | ------------ | ------------ | ----------- | ----------- |  |
|                             | Janine Alexandre-Debray | CNIP           | 8 964        | 19,32        | 12 372      | 27,1        |  |
|                             | Alexis Thomas           | Modérés        | 8 615        | 18,57        | 10 514      | 23,03       |  |
|                             | René Moatti élu         | UNR            | 8 019        | 17,28        | 13 420      | 29,4        |  |
|                             | Raymond Barbé           | PCF            | 5 847        | 12,6         | 6 334       | 13,88       |  |
|                             | Claude Panier           | UFD            | 3 111        | 6,71         | 3 009       | 6,59        |  |
|                             | Paquita Claude          | SFIO           | 2 870        | 6,19         | Retrait     | Retrait     |  |
|                             | Djamil Jacir            | CRR            | 2 821        | 6,08         | Retrait     | Retrait     |  |
|                             | Roger Delpey            | Extrême droite | 2 629        | 5,67         | Retrait     | Retrait     |  |
|                             | François Cadiou         | Divers         | 1 381        | 2,98         |             |             |  |
|                             | Camille Bornerie        | Extrême droite | 800          | 1,72         |             |             |  |
|                             | Jean Murat              | UFF            | 706          | 1,52         |             |             |  |
|                             | Jacques Saltel          | Divers         | 630          | 1,36         |             |             |  |
|                             |                         |                |              |              |             |             |  |
| Inscrits                    | Inscrits                | Inscrits       | 60 917       | 100,00       | 60 926      | 100,00      |  |
| Abstentions                 | Abstentions             | Abstentions    | 13 545       | 22,24        | 14 618      | 23,99       |  |
| Votants                     | Votants                 | Votants        | 47 372       | 77,76        | 46 308      | 76,01       |  |
| Blancs et nuls              | Blancs et nuls          | Blancs et nuls | 979          | 2,07         | 659         | 1,42        |  |
| Exprimés                    | Exprimés                | Exprimés       | 46 393       | 97,93        | 45 649      | 98,58       |  |
| Source : Gallica et CEVIPOF |                         |                |              |              |             |             |  |

#### Huitième circonscription
| Candidat                         | Candidat                | Parti          | Premier tour | Premier tour | Second tour | Second tour |  |
| Candidat                         | Candidat                | Parti          | Voix         | %            | Voix        | %           |  |
| -------------------------------- | ----------------------- | -------------- | ------------ | ------------ | ----------- | ----------- |  |
|                                  | Jean-Louis Vigier       | CNIP           | 18 463       | 29,88        | 21 656      | 36,26       |  |
|                                  | Jean-Charles Lepidi élu | UNR            | 16 617       | 26,89        | 22 849      | 38,26       |  |
|                                  | Clément Baudoin         | PCF            | 12 840       | 20,78        | 15 220      | 25,48       |  |
|                                  | Antoine Ours dit Rossi  | SFIO           | 6 308        | 10,21        | Retrait     | Retrait     |  |
|                                  | Brigitte Servan-Gros    | UFD            | 3 972        | 6,43         | Retrait     | Retrait     |  |
|                                  | Jacques Trotte          | Modérés        | 2 649        | 4,29         |             |             |  |
|                                  | Maurice Mazuel          | UFF            | 950          | 1,54         |             |             |  |
|                                  |                         |                |              |              |             |             |  |
| Inscrits                         | Inscrits                | Inscrits       | 82 499       | 100,00       | 81 581      | 100,00      |  |
| Abstentions                      | Abstentions             | Abstentions    | 19 357       | 23,46        | 20 538      | 25,17       |  |
| Votants                          | Votants                 | Votants        | 63 142       | 76,54        | 61 043      | 74,83       |  |
| Blancs et nuls                   | Blancs et nuls          | Blancs et nuls | 1 343        | 2,13         | 1 318       | 2,16        |  |
| Exprimés                         | Exprimés                | Exprimés       | 61 799       | 97,87        | 59 725      | 97,84       |  |
| Source : Data.gouv.fr et CEVIPOF |                         |                |              |              |             |             |  |

#### Neuvième circonscription
| Candidat                    | Candidat                    | Parti                     | Premier tour | Premier tour | Second tour | Second tour |  |
| Candidat                    | Candidat                    | Parti                     | Voix         | %            | Voix        | %           |  |
| --------------------------- | --------------------------- | ------------------------- | ------------ | ------------ | ----------- | ----------- |  |
|                             | Georges Cogniot             | PCF                       | 10 892       | 26,02        | 13 506      | 33,18       |  |
|                             | Jean Grousseaud             | CNIP                      | 9 475        | 22,63        | 11 953      | 29,36       |  |
|                             | André Fanton élu            | UNR                       | 8 048        | 19,23        | 15 235      | 37,43       |  |
|                             | André Hugues                | Radsoc                    | 6 039        | 14,43        | 12          | 0,03        |  |
|                             | François Galy               | SFIO                      | 3 660        | 8,74         | Retrait     | Retrait     |  |
|                             | Yves Jouff                  | UFD                       | 1 969        | 4,7          |             |             |  |
|                             | René Beaurin-Gressier       | Divers                    | 848          | 2,03         |             |             |  |
|                             | Octave Constant             | UFF                       | 733          | 1,75         |             |             |  |
|                             | Benjamin dit Germain Libine | Divers droite (Gaulliste) | 197          | 0,47         |             |             |  |
|                             |                             |                           |              |              |             |             |  |
| Inscrits                    | Inscrits                    | Inscrits                  | 55 171       | 100,00       | 55 171      | 100,00      |  |
| Abstentions                 | Abstentions                 | Abstentions               | 12 298       | 22,29        | 13 522      | 24,51       |  |
| Votants                     | Votants                     | Votants                   | 42 873       | 77,71        | 41 649      | 75,49       |  |
| Blancs et nuls              | Blancs et nuls              | Blancs et nuls            | 1 012        | 2,36         | 943         | 2,26        |  |
| Exprimés                    | Exprimés                    | Exprimés                  | 41 861       | 97,64        | 40 706      | 97,74       |  |
| Source : Gallica et CEVIPOF |                             |                           |              |              |             |             |  |

#### Dixième circonscription
| Candidat                    | Candidat               | Parti                     | Premier tour | Premier tour | Second tour | Second tour |  |
| Candidat                    | Candidat               | Parti                     | Voix         | %            | Voix        | %           |  |
| --------------------------- | ---------------------- | ------------------------- | ------------ | ------------ | ----------- | ----------- |  |
|                             | Florimond Bonte        | PCF                       | 15 405       | 29,32        | 18 163      | 35,46       |  |
|                             | Jacques Malleville élu | UNR                       | 9 696        | 18,45        | 31 898      | 62,28       |  |
|                             | François Peretti       | CNIP                      | 9 040        | 17,2         | Retrait     | Retrait     |  |
|                             | Francis Delmas         | Radsoc                    | 4 853        | 9,24         | 1 153       | 2,25        |  |
|                             | René Krihiff           | SFIO                      | 4 235        | 8,06         | Retrait     | Retrait     |  |
|                             | Francine Lefebvre      | MRP                       | 3 947        | 7,51         | Retrait     | Retrait     |  |
|                             | Louis Gautier-Chaumet  | RGR                       | 2 109        | 4,01         |             |             |  |
|                             | Georges Ferrière       | Divers                    | 1 845        | 3,51         |             |             |  |
|                             | Lucien Zimmermann      | UFF                       | 778          | 1,48         |             |             |  |
|                             | Louis Cambon           | Divers droite (Gaulliste) | 637          | 1,21         |             |             |  |
|                             |                        |                           |              |              |             |             |  |
| Inscrits                    | Inscrits               | Inscrits                  | 69 633       | 100,00       | 69 615      | 100,00      |  |
| Abstentions                 | Abstentions            | Abstentions               | 15 624       | 22,44        | 17 055      | 24,5        |  |
| Votants                     | Votants                | Votants                   | 54 009       | 77,56        | 52 560      | 75,5        |  |
| Blancs et nuls              | Blancs et nuls         | Blancs et nuls            | 1 464        | 2,71         | 1 346       | 2,56        |  |
| Exprimés                    | Exprimés               | Exprimés                  | 52 545       | 97,29        | 51 214      | 97,44       |  |
| Source : Gallica et CEVIPOF |                        |                           |              |              |             |             |  |

#### Onzième circonscription
| Candidat       | Candidat            | Parti                     | Premier tour | Premier tour | Second tour | Second tour |  |
| Candidat       | Candidat            | Parti                     | Voix         | %            | Voix        | %           |  |
| -------------- | ------------------- | ------------------------- | ------------ | ------------ | ----------- | ----------- |  |
|                | Raphaël Touret élu  | UNR                       | 12 914       | 32,48        | 28 711      | 75,67       |  |
|                | Maurice Colin       | PCF                       | 7 904        | 19,88        | 9 233       | 24,33       |  |
|                | Joseph Lévêque      | CR                        | 6 348        | 15,97        | Retrait     | Retrait     |  |
|                | Henri Lubin         | SFIO                      | 4 772        | 12           | Retrait     | Retrait     |  |
|                | Robert Castille     | CNIP                      | 4 071        | 10,24        | Retrait     | Retrait     |  |
|                | Jean-Claude Brouard | Divers droite (Gaulliste) | 1 755        | 4,41         |             |             |  |
|                | Raymond Picard      | MRP                       | 1 585        | 3,99         |             |             |  |
|                | Pierre Orsini       | UFF                       | 407          | 1,02         |             |             |  |
|                |                     |                           |              |              |             |             |  |
| Inscrits       | Inscrits            | Inscrits                  | 52 602       | 100,00       | 52 601      | 100,00      |  |
| Abstentions    | Abstentions         | Abstentions               | 11 870       | 22,57        | 13 388      | 25,45       |  |
| Votants        | Votants             | Votants                   | 40 732       | 77,43        | 39 213      | 74,55       |  |
| Blancs et nuls | Blancs et nuls      | Blancs et nuls            | 976          | 2,4          | 1 269       | 3,24        |  |
| Exprimés       | Exprimés            | Exprimés                  | 39 756       | 97,6         | 37 944      | 96,76       |  |

#### Douzième circonscription
| Candidat       | Candidat                  | Parti          | Premier tour | Premier tour | Second tour | Second tour |  |
| Candidat       | Candidat                  | Parti          | Voix         | %            | Voix        | %           |  |
| -------------- | ------------------------- | -------------- | ------------ | ------------ | ----------- | ----------- |  |
|                | Pierre-Louis Bourgoin élu | UNR            | 15 008       | 38,41        | 24 633      | 65,3        |  |
|                | Maria Doriath             | PCF            | 9 055        | 23,17        | 10 672      | 24,33       |  |
|                | André Le Troquer          | SFIO           | 6 165        | 15,78        | Retrait     | Retrait     |  |
|                | Jean-Baptiste Susini      | CR             | 3 707        | 9,49         | Retrait     | Retrait     |  |
|                | Louis Fusari              | Divers (GO)    | 2 401        | 6,14         | 2 415       | 6,4         |  |
|                | Philippe Baillod          | Divers         | 2 070        | 5,3          | Retrait     | Retrait     |  |
|                | Yves Arlot                | UFF            | 671          | 1,72         |             |             |  |
|                |                           |                |              |              |             |             |  |
| Inscrits       | Inscrits                  | Inscrits       | 52 394       | 100,00       | 52 393      | 100,00      |  |
| Abstentions    | Abstentions               | Abstentions    | 12 288       | 23,45        | 13 821      | 26,38       |  |
| Votants        | Votants                   | Votants        | 40 106       | 76,55        | 38 572      | 73,62       |  |
| Blancs et nuls | Blancs et nuls            | Blancs et nuls | 1 029        | 2,57         | 852         | 2,21        |  |
| Exprimés       | Exprimés                  | Exprimés       | 39 077       | 97,43        | 37 720      | 97,79       |  |

#### Treizième circonscription
| Candidat       | Candidat            | Parti          | Premier tour | Premier tour | Second tour | Second tour |  |
| Candidat       | Candidat            | Parti          | Voix         | %            | Voix        | %           |  |
| -------------- | ------------------- | -------------- | ------------ | ------------ | ----------- | ----------- |  |
|                | Roger Garaudy       | PCF            | 12 030       | 33,1         | 13 767      | 38,29       |  |
|                | René Sanson élu     | UNR            | 7 309        | 20,11        | 22 181      | 61,7        |  |
|                | Émile Veysset       | CNIP           | 5 748        | 15,82        | 2           | 0,01        |  |
|                | Jean-Pierre Behem   | SFIO           | 3 460        | 9,52         | Retrait     | Retrait     |  |
|                | Jean Monsempes      | RGR            | 2 188        | 6,02         | Retrait     | Retrait     |  |
|                | Louis-Paul Aujoulat | MRP            | 1 885        | 5,19         | Retrait     | Retrait     |  |
|                | Henri Monod         | CR             | 1 305        | 3,59         |             |             |  |
|                | Jean Rabeyrin       | CRR            | 1 219        | 3,35         |             |             |  |
|                | Charles Robaglia    | Radsoc         | 1 201        | 3,3          |             |             |  |
|                |                     |                |              |              |             |             |  |
| Inscrits       | Inscrits            | Inscrits       | 48 449       | 100,00       | 48 449      | 100,00      |  |
| Abstentions    | Abstentions         | Abstentions    | 11 134       | 22,98        | 11 596      | 23,93       |  |
| Votants        | Votants             | Votants        | 37 315       | 77,02        | 36 853      | 76,07       |  |
| Blancs et nuls | Blancs et nuls      | Blancs et nuls | 970          | 2,6          | 903         | 2,45        |  |
| Exprimés       | Exprimés            | Exprimés       | 36 345       | 97,4         | 35 950      | 97,55       |  |

#### Quatorzième circonscription
| Candidat       | Candidat                 | Parti          | Premier tour | Premier tour | Second tour | Second tour |  |
| Candidat       | Candidat                 | Parti          | Voix         | %            | Voix        | %           |  |
| -------------- | ------------------------ | -------------- | ------------ | ------------ | ----------- | ----------- |  |
|                | Bernard Jourd'hui        | PCF            | 10 466       | 25,21        | 13 005      | 31,47       |  |
|                | Jean-Baptiste Biaggi élu | UNR            | 8 788        | 21,17        | 23 371      | 56,56       |  |
|                | Louis Allione            | CNIP           | 6 565        | 15,81        | 3           | 0,01        |  |
|                | Charles Géronimi         | SFIO           | 3 918        | 9,44         | 4 940       | 11,96       |  |
|                | Benjamin Graulle         | CRR            | 3 691        | 8,89         | Retrait     | Retrait     |  |
|                | Jean Meigret             | MRP            | 2 458        | 5,92         | Retrait     | Retrait     |  |
|                | Yvan Craipeau            | UFD            | 2 407        | 5,8          | Retrait     | Retrait     |  |
|                | Maurice Bourgin          | Divers         | 1 517        | 3,65         |             |             |  |
|                | Camille Cabal            | Radsoc         | 1 179        | 2,84         |             |             |  |
|                | André Corbin             | Divers         | 527          | 1,27         |             |             |  |
|                |                          |                |              |              |             |             |  |
| Inscrits       | Inscrits                 | Inscrits       | 55 012       | 100,00       | 55 152      | 100,00      |  |
| Abstentions    | Abstentions              | Abstentions    | 12 430       | 22,6         | 12 993      | 23,56       |  |
| Votants        | Votants                  | Votants        | 42 582       | 77,4         | 42 159      | 76,44       |  |
| Blancs et nuls | Blancs et nuls           | Blancs et nuls | 1 066        | 2,5          | 840         | 1,99        |  |
| Exprimés       | Exprimés                 | Exprimés       | 41 516       | 97,5         | 41 319      | 98,01       |  |

#### Quinzième  circonscription
| Candidat       | Candidat           | Parti          | Premier tour | Premier tour | Second tour | Second tour |  |
| Candidat       | Candidat           | Parti          | Voix         | %            | Voix        | %           |  |
| -------------- | ------------------ | -------------- | ------------ | ------------ | ----------- | ----------- |  |
|                | Julien Tardieu élu | CNIP           | 13 868       | 29,26        | 19 205      | 41,45       |  |
|                | Georges Bannwarth  | UNR            | 7 390        | 15,59        | 9 200       | 19,86       |  |
|                | Robert Francotte   | PCF            | 7 008        | 14,79        | 8 782       | 18,95       |  |
|                | Jacques Mercier    | CRR            | 6 571        | 13,87        | 9 135       | 19,72       |  |
|                | Claude Bourdet     | UFD            | 4 181        | 8,82         | 11          | 0,02        |  |
|                | Pierre Graziani    | SFIO           | 4 111        | 8,67         | Retrait     | Retrait     |  |
|                | Hubert Prangey     | MRP            | 3 592        | 7,58         | Retrait     | Retrait     |  |
|                | Paul Raimondeau    | Divers         | 670          | 1,41         |             |             |  |
|                |                    |                |              |              |             |             |  |
| Inscrits       | Inscrits           | Inscrits       | 60 994       | 100,00       | 60 930      | 100,00      |  |
| Abstentions    | Abstentions        | Abstentions    | 12 694       | 20,81        | 13 823      | 22,69       |  |
| Votants        | Votants            | Votants        | 48 300       | 79,19        | 47 107      | 77,31       |  |
| Blancs et nuls | Blancs et nuls     | Blancs et nuls | 909          | 1,88         | 774         | 1,64        |  |
| Exprimés       | Exprimés           | Exprimés       | 47 391       | 98,12        | 46 333      | 98,36       |  |

#### Seizième circonscription
| Candidat       | Candidat                   | Parti                     | Premier tour | Premier tour | Second tour | Second tour |  |
| Candidat       | Candidat                   | Parti                     | Voix         | %            | Voix        | %           |  |
| -------------- | -------------------------- | ------------------------- | ------------ | ------------ | ----------- | ----------- |  |
|                | Maria Rabaté               | PCF                       | 10 816       | 27,3         | 12 073      | 30,65       |  |
|                | Christian de La Malène élu | UNR                       | 9 490        | 23,96        | 22 570      | 57,3        |  |
|                | Auguste Marboeuf           | CNIP                      | 8 081        | 20,4         | 11          | 0,03        |  |
|                | Pierre Giraud              | SFIO                      | 5 151        | 13           | 4 733       | 12,02       |  |
|                | Jean Stefanaggi            | UFD                       | 2 333        | 5,89         | Retrait     | Retrait     |  |
|                | André Bossin               | MRP                       | 2 030        | 5,12         | Retrait     | Retrait     |  |
|                | Michel Carrière            | Divers droite (Gaulliste) | 1 713        | 4,32         |             |             |  |
|                |                            |                           |              |              |             |             |  |
| Inscrits       | Inscrits                   | Inscrits                  | 51 916       | 100,00       | 51 917      | 100,00      |  |
| Abstentions    | Abstentions                | Abstentions               | 11 417       | 21,99        | 11 924      | 22,97       |  |
| Votants        | Votants                    | Votants                   | 40 499       | 78,01        | 39 993      | 77,03       |  |
| Blancs et nuls | Blancs et nuls             | Blancs et nuls            | 885          | 2,19         | 606         | 1,52        |  |
| Exprimés       | Exprimés                   | Exprimés                  | 39 614       | 97,81        | 39 387      | 98,48       |  |

#### Dix-septième circonscription
| Candidat       | Candidat        | Parti                     | Premier tour | Premier tour | Second tour | Second tour |  |
| Candidat       | Candidat        | Parti                     | Voix         | %            | Voix        | %           |  |
| -------------- | --------------- | ------------------------- | ------------ | ------------ | ----------- | ----------- |  |
|                | Jean Baylot élu | CNIP                      | 18 537       | 40,52        | 25 759      | 59,73       |  |
|                | Georges Demeure | PCF                       | 8 168        | 17,85        | 9 126       | 21,16       |  |
|                | Roger Barberot  | CRR                       | 7 162        | 15,65        | Retrait     | Retrait     |  |
|                | Fred Spire      | SFIO                      | 4 467        | 9,76         | 8 244       | 19,11       |  |
|                | Guy Tanet       | Divers droite (Gaulliste) | 2 982        | 6,52         | Retrait     | Retrait     |  |
|                | Mireille Osmin  | UFD                       | 2 577        | 5,63         | Retrait     | Retrait     |  |
|                | André Watelet   | CNIP                      | 965          | 2,11         |             |             |  |
|                | Georges Duhamel | UFF                       | 891          | 1,95         |             |             |  |
|                |                 |                           |              |              |             |             |  |
| Inscrits       | Inscrits        | Inscrits                  | 61 671       | 100,00       | 60 912      | 100,00      |  |
| Abstentions    | Abstentions     | Abstentions               | 14 676       | 23,8         | 16 452      | 27,01       |  |
| Votants        | Votants         | Votants                   | 46 995       | 76,2         | 44 460      | 72,99       |  |
| Blancs et nuls | Blancs et nuls  | Blancs et nuls            | 1 246        | 2,65         | 1 331       | 2,99        |  |
| Exprimés       | Exprimés        | Exprimés                  | 45 749       | 97,35        | 43 129      | 97,01       |  |

#### Dix-huitième circonscription
| Candidat              | Candidat               | Parti          | Premier tour | Premier tour | Second tour | Second tour |  |
| Candidat              | Candidat               | Parti          | Voix         | %            | Voix        | %           |  |
| --------------------- | ---------------------- | -------------- | ------------ | ------------ | ----------- | ----------- |  |
|                       | Nicole de Hauteclocque | UNR            | 8 014        | 21,95        | 13 981      | 39,44       |  |
|                       | Jean-Robert Debray élu | CNIP           | 7 925        | 21,71        | 14 664      | 41,37       |  |
|                       | Jean Roger             | PCF            | 5 852        | 16,03        | 6 803       | 19,19       |  |
|                       | Jean Cayeux            | MRP            | 4 782        | 13,10        | Retrait     | Retrait     |  |
|                       | Amédée Rigaud          | CNIP           | 4 265        | 11,68        | Retrait     | Retrait     |  |
|                       | Émile Tissier          | SFIO           | 3 203        | 8,77         | Retrait     | Retrait     |  |
|                       | Paul Travert           | Radsoc         | 1 708        | 4,68         |             |             |  |
|                       | Albert Tournié         | Divers         | 619          | 1,70         |             |             |  |
|                       | Amparo Thomasa         | Divers         | 140          | 0,38         |             |             |  |
|                       |                        |                |              |              |             |             |  |
| Inscrits              | Inscrits               | Inscrits       | 48 383       | 100,00       | 48 069      | 100,00      |  |
| Abstentions           | Abstentions            | Abstentions    | 11 144       | 23,03        | 11 743      | 24,43       |  |
| Votants               | Votants                | Votants        | 37 239       | 76,97        | 36 326      | 75,57       |  |
| Blancs et nuls        | Blancs et nuls         | Blancs et nuls | 731          | 1,96         | 878         | 2,42        |  |
| Exprimés              | Exprimés               | Exprimés       | 36 508       | 98,04        | 35 448      | 97,58       |  |
| Source : Data.gouv.fr |                        |                |              |              |             |             |  |

#### Dix-neuvième circonscription
| Candidat       | Candidat           | Parti          | Premier tour | Premier tour | Second tour | Second tour |  |
| Candidat       | Candidat           | Parti          | Voix         | %            | Voix        | %           |  |
| -------------- | ------------------ | -------------- | ------------ | ------------ | ----------- | ----------- |  |
|                | Claude Roux élu    | UNR            | 8 955        | 22,13        | 20 695      | 51,67       |  |
|                | André Moroni       | PCF            | 8 776        | 21,69        | 10 291      | 25,69       |  |
|                | Pierre Clostermann | CRR            | 6 263        | 15,48        | 9 052       | 22,6        |  |
|                | Jean Dannenmuller  | MRP            | 5 874        | 14,52        | Retrait     | Retrait     |  |
|                | René Menuet        | SFIO           | 4 064        | 10,04        | Retrait     | Retrait     |  |
|                | Louis Gidel        | MRP            | 4 012        | 9,92         | 16          | 0,04        |  |
|                | Jean Chauvin       | Modérés        | 1 922        | 4,75         |             |             |  |
|                | Édith Pivert       | Modérés        | 595          | 1,47         |             |             |  |
|                |                    |                |              |              |             |             |  |
| Inscrits       | Inscrits           | Inscrits       | 54 556       | 100,00       | 54 390      | 100,00      |  |
| Abstentions    | Abstentions        | Abstentions    | 13 175       | 24,15        | 13 585      | 24,98       |  |
| Votants        | Votants            | Votants        | 41 381       | 75,85        | 40 805      | 75,02       |  |
| Blancs et nuls | Blancs et nuls     | Blancs et nuls | 920          | 2,22         | 751         | 1,84        |  |
| Exprimés       | Exprimés           | Exprimés       | 40 461       | 97,78        | 40 054      | 98,16       |  |

#### Vingtième circonscription
| Candidat       | Candidat                  | Parti                     | Premier tour | Premier tour | Second tour | Second tour |  |
| Candidat       | Candidat                  | Parti                     | Voix         | %            | Voix        | %           |  |
| -------------- | ------------------------- | ------------------------- | ------------ | ------------ | ----------- | ----------- |  |
|                | Michel Habib-Deloncle élu | UNR                       | 14 564       | 27,31        | 29 455      | 56,24       |  |
|                | Jacques Isorni            | CNIP                      | 10 973       | 20,58        | 12 936      | 24,7        |  |
|                | Pierre de Léotard         | CR                        | 7 542        | 14,14        | Retrait     | Retrait     |  |
|                | Albert Ouzoulias          | PCF                       | 5 315        | 9,97         | 5 358       | 10,23       |  |
|                | Maurice Richard           | SFIO                      | 4 515        | 8,47         | 4 628       | 8,84        |  |
|                | Jacques Roumeguère        | CRR                       | 4 121        | 7,73         | Retrait     | Retrait     |  |
|                | Maurice Morand            | Modérés                   | 2 177        | 4,08         |             |             |  |
|                | Henri Dobrouchkess        | Extrême droite            | 1 275        | 2,39         |             |             |  |
|                | Jean Drault               | Divers droite (Gaulliste) | 1 135        | 2,13         |             |             |  |
|                | René Berthelin            | Extrême droite            | 993          | 1,86         |             |             |  |
|                | Pierre Simon              | Modérés                   | 717          | 1,34         |             |             |  |
|                |                           |                           |              |              |             |             |  |
| Inscrits       | Inscrits                  | Inscrits                  | 70 775       | 100,00       | 70 832      | 100,00      |  |
| Abstentions    | Abstentions               | Abstentions               | 16 428       | 23,21        | 17 730      | 25,03       |  |
| Votants        | Votants                   | Votants                   | 54 347       | 76,79        | 53 102      | 74,97       |  |
| Blancs et nuls | Blancs et nuls            | Blancs et nuls            | 1 020        | 1,88         | 725         | 1,37        |  |
| Exprimés       | Exprimés                  | Exprimés                  | 53 327       | 98,12        | 52 377      | 98,63       |  |

#### Vingt-et-unième circonscription
| Candidat       | Candidat                    | Parti          | Premier tour | Premier tour | Second tour | Second tour |  |
| Candidat       | Candidat                    | Parti          | Voix         | %            | Voix        | %           |  |
| -------------- | --------------------------- | -------------- | ------------ | ------------ | ----------- | ----------- |  |
|                | Pierre-Christian Taittinger | CNIP           | 18 358       | 38,79        | 19 477      | 42,17       |  |
|                | Henri Karcher élu           | UNR            | 14 595       | 30,84        | 22 454      | 48,62       |  |
|                | Stanislas Sicé              | Modérés        | 4 492        | 9,49         | Retrait     | Retrait     |  |
|                | Robert Bouvier              | PCF            | 4 031        | 8,52         | 4 255       | 9,21        |  |
|                | Robert Bureller             | SFIO           | 3 362        | 7,1          | Retrait     | Retrait     |  |
|                | Albert de Bailliencourt     | RGR            | 2 488        | 5,26         | Retrait     | Retrait     |  |
|                |                             |                |              |              |             |             |  |
| Inscrits       | Inscrits                    | Inscrits       | 63 238       | 100,00       | 63 129      | 100,00      |  |
| Abstentions    | Abstentions                 | Abstentions    | 15 010       | 23,74        | 16 122      | 25,54       |  |
| Votants        | Votants                     | Votants        | 48 228       | 76,26        | 47 007      | 74,46       |  |
| Blancs et nuls | Blancs et nuls              | Blancs et nuls | 902          | 1,87         | 821         | 1,75        |  |
| Exprimés       | Exprimés                    | Exprimés       | 47 326       | 98,13        | 46 186      | 98,25       |  |

#### Vingt-deuxième circonscription
| Candidat       | Candidat          | Parti          | Premier tour | Premier tour | Second tour | Second tour |  |
| Candidat       | Candidat          | Parti          | Voix         | %            | Voix        | %           |  |
| -------------- | ----------------- | -------------- | ------------ | ------------ | ----------- | ----------- |  |
|                | Pierre Ferri élu  | CNIP           | 11 859       | 33,37        | 15 373      | 45,44       |  |
|                | Joseph Boizat     | UNR            | 11 233       | 31,6         | 14 835      | 43,85       |  |
|                | Jean Dutourd      | CRR            | 6 616        | 18,61        | Retrait     | Retrait     |  |
|                | Jean Suret-Canale | PCF            | 3 150        | 8,86         | 3 625       | 10,71       |  |
|                | Juliette Ménard   | SFIO           | 2 684        | 7,55         | Retrait     | Retrait     |  |
|                |                   |                |              |              |             |             |  |
| Inscrits       | Inscrits          | Inscrits       | 47 136       | 100,00       | 47 140      | 100,00      |  |
| Abstentions    | Abstentions       | Abstentions    | 10 859       | 23,04        | 12 418      | 26,34       |  |
| Votants        | Votants           | Votants        | 36 277       | 76,96        | 34 722      | 73,66       |  |
| Blancs et nuls | Blancs et nuls    | Blancs et nuls | 735          | 2,03         | 889         | 2,56        |  |
| Exprimés       | Exprimés          | Exprimés       | 35 542       | 97,97        | 33 833      | 97,44       |  |

#### Vingt-troisième circonscription
| Candidat       | Candidat            | Parti                     | Premier tour | Premier tour | Second tour | Second tour |  |
| Candidat       | Candidat            | Parti                     | Voix         | %            | Voix        | %           |  |
| -------------- | ------------------- | ------------------------- | ------------ | ------------ | ----------- | ----------- |  |
|                | Bernard Lafay       | CR                        | 15 118       | 38,44        | 15 475      | 40,81       |  |
|                | André-Yves Breton   | CNIP                      | 7 544        | 19,18        | 29          | 0,08        |  |
|                | Guy Vaschetti élu   | UNR                       | 7 461        | 18,97        | 17 397      | 45,88       |  |
|                | Pierre Durand       | PCF                       | 4 549        | 11,57        | 5 014       | 13,22       |  |
|                | Lucien Angot        | SFIO                      | 3 349        | 8,52         | Retrait     | Retrait     |  |
|                | Robert Hemmerdinger | Divers droite (Gaulliste) | 1 307        | 3,32         |             |             |  |
|                |                     |                           |              |              |             |             |  |
| Inscrits       | Inscrits            | Inscrits                  | 52 524       | 100,00       | 52 525      | 100,00      |  |
| Abstentions    | Abstentions         | Abstentions               | 12 174       | 23,18        | 13 650      | 25,99       |  |
| Votants        | Votants             | Votants                   | 40 350       | 76,82        | 38 875      | 74,01       |  |
| Blancs et nuls | Blancs et nuls      | Blancs et nuls            | 1 022        | 2,53         | 960         | 2,47        |  |
| Exprimés       | Exprimés            | Exprimés                  | 39 328       | 97,47        | 37 915      | 97,53       |  |

#### Vingt-quatrième circonscription
| Candidat       | Candidat              | Parti          | Premier tour | Premier tour | Second tour | Second tour |  |
| Candidat       | Candidat              | Parti          | Voix         | %            | Voix        | %           |  |
| -------------- | --------------------- | -------------- | ------------ | ------------ | ----------- | ----------- |  |
|                | Paul Faber            | CR             | 10 039       | 28,58        | 12 090      | 35,4        |  |
|                | François Missoffe élu | UNR            | 9 423        | 26,83        | 14 044      | 41,12       |  |
|                | Léon Treins           | PCF            | 7 244        | 20,63        | 8 016       | 23,47       |  |
|                | Jacques Larché        | Radsoc         | 3 804        | 10,83        | Retrait     | Retrait     |  |
|                | Maurice Weill         | SFIO           | 3 697        | 10,53        | Retrait     | Retrait     |  |
|                | Georges Toutain       | Divers         | 914          | 2,6          |             |             |  |
|                |                       |                |              |              |             |             |  |
| Inscrits       | Inscrits              | Inscrits       | 47 499       | 100,00       | 47 494      | 100,00      |  |
| Abstentions    | Abstentions           | Abstentions    | 11 551       | 24,32        | 12 626      | 26,58       |  |
| Votants        | Votants               | Votants        | 35 948       | 75,68        | 34 868      | 73,42       |  |
| Blancs et nuls | Blancs et nuls        | Blancs et nuls | 827          | 2,3          | 718         | 2,06        |  |
| Exprimés       | Exprimés              | Exprimés       | 35 121       | 97,7         | 34 150      | 97,94       |  |

#### Vingt-cinquième circonscription
| Candidat                    | Candidat             | Parti          | Premier tour | Premier tour | Second tour | Second tour |  |
| Candidat                    | Candidat             | Parti          | Voix         | %            | Voix        | %           |  |
| --------------------------- | -------------------- | -------------- | ------------ | ------------ | ----------- | ----------- |  |
|                             | Jean Pécastaing élu  | CNIP           | 11 373       | 24,69        | 29 822      | 68,77       |  |
|                             | Louis Baillot        | PCF            | 9 923        | 21,54        | 12 064      | 27,82       |  |
|                             | Dominique Pado       | UNR            | 9 607        | 20,86        | 1 480       | 3,41        |  |
|                             | Paul Parpais         | SFIO           | 6 148        | 13,35        | Retrait     | Retrait     |  |
|                             | Philippe Dechartre   | Radsoc         | 3 791        | 8,23         | Retrait     | Retrait     |  |
|                             | Georges Jouvent      | Divers         | 3 368        | 7,31         | Retrait     | Retrait     |  |
|                             | Jean-Baptiste Susini | Divers         | 1 177        | 2,56         |             |             |  |
|                             | Christian Ourcival   | UFF            | 671          | 1,46         |             |             |  |
|                             |                      |                |              |              |             |             |  |
| Inscrits                    | Inscrits             | Inscrits       | 59 816       | 100,00       | 59 782      | 100,00      |  |
| Abstentions                 | Abstentions          | Abstentions    | 12 727       | 21,28        | 14 806      | 24,77       |  |
| Votants                     | Votants              | Votants        | 47 089       | 78,72        | 44 976      | 75,23       |  |
| Blancs et nuls              | Blancs et nuls       | Blancs et nuls | 1 031        | 2,19         | 1 610       | 3,58        |  |
| Exprimés                    | Exprimés             | Exprimés       | 46 058       | 97,81        | 43 366      | 96,42       |  |
| Source : Gallica et CEVIPOF |                      |                |              |              |             |             |  |

#### Vingt-sixième circonscription
| Candidat       | Candidat        | Parti                     | Premier tour | Premier tour | Second tour | Second tour |  |
| Candidat       | Candidat        | Parti                     | Voix         | %            | Voix        | %           |  |
| -------------- | --------------- | ------------------------- | ------------ | ------------ | ----------- | ----------- |  |
|                | Joël Le Tac élu | UNR                       | 10 304       | 25,46        | 27 838      | 71,65       |  |
|                | André Soubiran  | CR                        | 9 474        | 23,41        | 584         | 1,5         |  |
|                | Camille Denis   | PCF                       | 8 771        | 21,67        | 10 429      | 26,84       |  |
|                | Gaston Gévaudan | SFIO                      | 5 233        | 12,93        | Retrait     | Retrait     |  |
|                | Louis Moreau    | CNIP                      | 2 468        | 6,1          | Retrait     | Retrait     |  |
|                | André Jouy      | CRR                       | 1 930        | 4,77         |             |             |  |
|                | Guy Ribeaud     | Divers droite (Gaulliste) | 1 850        | 4,57         |             |             |  |
|                | Louis Brier     | UFF                       | 446          | 1,1          |             |             |  |
|                |                 |                           |              |              |             |             |  |
| Inscrits       | Inscrits        | Inscrits                  | 52 680       | 100,00       | 52 632      | 100,00      |  |
| Abstentions    | Abstentions     | Abstentions               | 11 231       | 21,32        | 12 593      | 23,93       |  |
| Votants        | Votants         | Votants                   | 41 449       | 78,68        | 40 039      | 76,07       |  |
| Blancs et nuls | Blancs et nuls  | Blancs et nuls            | 973          | 2,35         | 1 188       | 2,97        |  |
| Exprimés       | Exprimés        | Exprimés                  | 40 476       | 97,65        | 38 851      | 97,03       |  |

#### Vingt-septième circonscription
| Candidat       | Candidat                    | Parti          | Premier tour | Premier tour | Second tour | Second tour |  |
| Candidat       | Candidat                    | Parti          | Voix         | %            | Voix        | %           |  |
| -------------- | --------------------------- | -------------- | ------------ | ------------ | ----------- | ----------- |  |
|                | Jeannette Thorez-Vermeersch | PCF            | 11 455       | 30,37        | 12 545      | 33,27       |  |
|                | Jean Bernasconi élu         | UNR            | 6 786        | 17,99        | 20 160      | 53,47       |  |
|                | Claude Fuzier               | SFIO           | 5 753        | 15,25        | 4 985       | 13,22       |  |
|                | Charles Tichet              | MRP            | 4 562        | 12,09        | 11          | 0,03        |  |
|                | Jean Robyn                  | CNIP           | 4 194        | 11,12        | 5           | 0,01        |  |
|                | Victor Rochenoir            | CRR            | 2 829        | 7,5          | Retrait     | Retrait     |  |
|                | Jacques Malhomme            | Extrême droite | 1 155        | 3,06         |             |             |  |
|                | Raymond Oury                | UFF            | 988          | 2,62         |             |             |  |
|                |                             |                |              |              |             |             |  |
| Inscrits       | Inscrits                    | Inscrits       | 49 980       | 100,00       | 49 976      | 100,00      |  |
| Abstentions    | Abstentions                 | Abstentions    | 11 221       | 22,45        | 11 642      | 23,3        |  |
| Votants        | Votants                     | Votants        | 38 759       | 77,55        | 38 334      | 76,7        |  |
| Blancs et nuls | Blancs et nuls              | Blancs et nuls | 1 037        | 2,68         | 628         | 1,64        |  |
| Exprimés       | Exprimés                    | Exprimés       | 37 722       | 97,32        | 37 706      | 98,36       |  |

#### Vingt-huitième circonscription
| Candidat       | Candidat         | Parti                     | Premier tour | Premier tour | Second tour | Second tour |  |
| Candidat       | Candidat         | Parti                     | Voix         | %            | Voix        | %           |  |
| -------------- | ---------------- | ------------------------- | ------------ | ------------ | ----------- | ----------- |  |
|                | Pierre Ruais élu | UNR                       | 13 931       | 36,74        | 23 622      | 64,65       |  |
|                | Gabriel Pioro    | PCF                       | 11 015       | 29,05        | 12 917      | 35,35       |  |
|                | Henri Billebaut  | SFIO                      | 3 388        | 8,93         | Retrait     | Retrait     |  |
|                | Paul Troigros    | CNIP                      | 3 153        | 8,32         | Retrait     | Retrait     |  |
|                | André Joublot    | UFD                       | 2 346        | 6,19         | Retrait     | Retrait     |  |
|                | Julien Quincy    | Modérés                   | 1 439        | 3,79         |             |             |  |
|                | Tanguy Pondaven  | Divers droite (Gaulliste) | 1 205        | 3,18         |             |             |  |
|                | André Gauchet    | Extrême gauche            | 910          | 2,4          |             |             |  |
|                | Jean Decherchi   | UFF                       | 532          | 1,4          |             |             |  |
|                |                  |                           |              |              |             |             |  |
| Inscrits       | Inscrits         | Inscrits                  | 50 649       | 100,00       | 50 296      | 100,00      |  |
| Abstentions    | Abstentions      | Abstentions               | 11 794       | 23,29        | 12 794      | 25,44       |  |
| Votants        | Votants          | Votants                   | 38 855       | 76,71        | 37 502      | 74,56       |  |
| Blancs et nuls | Blancs et nuls   | Blancs et nuls            | 936          | 2,41         | 963         | 2,57        |  |
| Exprimés       | Exprimés         | Exprimés                  | 37 919       | 97,59        | 36 539      | 97,43       |  |

#### Vingt-neuvième circonscription
| Candidat       | Candidat               | Parti          | Premier tour | Premier tour | Second tour | Second tour |  |
| Candidat       | Candidat               | Parti          | Voix         | %            | Voix        | %           |  |
| -------------- | ---------------------- | -------------- | ------------ | ------------ | ----------- | ----------- |  |
|                | Jacques Grésa          | PCF            | 9 932        | 27,68        | 11 668      | 32,94       |  |
|                | Georges Bourriquet élu | UNR            | 6 799        | 18,95        | 18 306      | 51,68       |  |
|                | André Fosset           | MRP            | 6 103        | 17,01        | 5 449       | 15,38       |  |
|                | Marcel Ribéra          | CRR            | 4 693        | 13,08        | Retrait     | Retrait     |  |
|                | André Gayrard          | CNIP           | 2 802        | 7,81         | Retrait     | Retrait     |  |
|                | Charles Laurat         | SFIO           | 2 732        | 7,62         | Retrait     | Retrait     |  |
|                | Claude Drevet          | UFD            | 1 493        | 4,16         |             |             |  |
|                | Jean Ilbert            | Radsoc         | 1 322        | 3,68         |             |             |  |
|                |                        |                |              |              |             |             |  |
| Inscrits       | Inscrits               | Inscrits       | 47 337       | 100,00       | 47 286      | 100,00      |  |
| Abstentions    | Abstentions            | Abstentions    | 10 482       | 22,14        | 11 179      | 23,64       |  |
| Votants        | Votants                | Votants        | 36 855       | 77,86        | 36 107      | 76,36       |  |
| Blancs et nuls | Blancs et nuls         | Blancs et nuls | 979          | 2,66         | 684         | 1,89        |  |
| Exprimés       | Exprimés               | Exprimés       | 35 876       | 97,34        | 35 423      | 98,11       |  |

#### Trentième circonscription
| Candidat                         | Candidat           | Parti          | Premier tour | Premier tour | Second tour | Second tour |  |
| Candidat                         | Candidat           | Parti          | Voix         | %            | Voix        | %           |  |
| -------------------------------- | ------------------ | -------------- | ------------ | ------------ | ----------- | ----------- |  |
|                                  | Roger Pinoteau élu | CNIP           | 11 994       | 30           | 17 138      | 43,63       |  |
|                                  | Madeleine Marzin   | PCF            | 11 792       | 29,49        | 13 042      | 33,2        |  |
|                                  | Henri Cognat       | UNR            | 8 616        | 21,55        | 9 101       | 23,17       |  |
|                                  | Marcel Paviot      | SFIO           | 5 142        | 12,86        | Retrait     | Retrait     |  |
|                                  | Philippe Monin     | RGR            | 1 811        | 4,53         |             |             |  |
|                                  | Raymond Aubry      | UFF            | 627          | 1,57         |             |             |  |
|                                  |                    |                |              |              |             |             |  |
| Inscrits                         | Inscrits           | Inscrits       | 53 245       | 100,00       | 53 245      | 100,00      |  |
| Abstentions                      | Abstentions        | Abstentions    | 12 141       | 22,8         | 13 147      | 24,69       |  |
| Votants                          | Votants            | Votants        | 41 104       | 77,2         | 40 098      | 75,31       |  |
| Blancs et nuls                   | Blancs et nuls     | Blancs et nuls | 1 122        | 2,73         | 817         | 2,04        |  |
| Exprimés                         | Exprimés           | Exprimés       | 39 982       | 97,27        | 39 281      | 97,96       |  |
| Source : Data.gouv.fr et CEVIPOF |                    |                |              |              |             |             |  |

#### Trente-et-unième circonscription
| Candidat       | Candidat            | Parti          | Premier tour | Premier tour | Second tour | Second tour |  |
| Candidat       | Candidat            | Parti          | Voix         | %            | Voix        | %           |  |
| -------------- | ------------------- | -------------- | ------------ | ------------ | ----------- | ----------- |  |
|                | Raymond Guyot       | PCF            | 17 481       | 30,35        | 20 207      | 35,92       |  |
|                | Albert Marcenet élu | UNR            | 13 504       | 23,44        | 36 047      | 64,08       |  |
|                | Jacques Rolland     | Radsoc         | 8 448        | 14,67        | Retrait     | Retrait     |  |
|                | Pierre Armand       | CNIP           | 6 945        | 12,06        | Retrait     | Retrait     |  |
|                | Lucien Vaillant     | SFIO           | 6 428        | 11,16        | Retrait     | Retrait     |  |
|                | Marthe Gouffé       | MRP            | 2 426        | 4,21         |             |             |  |
|                | Prosper Azoulay     | Modérés        | 1 831        | 3,18         |             |             |  |
|                | Robert Chauve       | Modérés        | 543          | 0,94         |             |             |  |
|                |                     |                |              |              |             |             |  |
| Inscrits       | Inscrits            | Inscrits       | 75 998       | 100,00       | 75 998      | 100,00      |  |
| Abstentions    | Abstentions         | Abstentions    | 16 861       | 22,19        | 18 204      | 23,95       |  |
| Votants        | Votants             | Votants        | 59 137       | 77,81        | 57 794      | 76,05       |  |
| Blancs et nuls | Blancs et nuls      | Blancs et nuls | 1 531        | 2,59         | 1 540       | 2,66        |  |
| Exprimés       | Exprimés            | Exprimés       | 57 606       | 97,41        | 56 254      | 97,34       |  |

#### Trente-deuxième circonscription (Boulogne-Billancourt)
| Candidat       | Candidat           | Parti          | Premier tour | Premier tour | Second tour | Second tour |  |
| Candidat       | Candidat           | Parti          | Voix         | %            | Voix        | %           |  |
| -------------- | ------------------ | -------------- | ------------ | ------------ | ----------- | ----------- |  |
|                | Alphonse Le Gallo  | SFIO           | 14 794       | 30,32        | 15 694      | 32,39       |  |
|                | André Roulland élu | UNR            | 12 934       | 26,51        | 21 355      | 44,07       |  |
|                | Roger Boisseau     | PCF            | 11 640       | 23,86        | 11 409      | 23,54       |  |
|                | Hubert Balança     | Modérés        | 4 229        | 8,67         | Retrait     | Retrait     |  |
|                | Roger Bethmond     | CR             | 3 681        | 7,54         | Retrait     | Retrait     |  |
|                | Albert Franchi     | Divers         | 872          | 1,79         |             |             |  |
|                | Jacques Aumaréchal | Divers         | 642          | 1,32         |             |             |  |
|                |                    |                |              |              |             |             |  |
| Inscrits       | Inscrits           | Inscrits       | 62 160       | 100,00       | 62 160      | 100,00      |  |
| Abstentions    | Abstentions        | Abstentions    | 12 393       | 19,94        | 13 235      | 21,29       |  |
| Votants        | Votants            | Votants        | 49 767       | 80,06        | 48 925      | 78,71       |  |
| Blancs et nuls | Blancs et nuls     | Blancs et nuls | 975          | 1,96         | 467         | 0,95        |  |
| Exprimés       | Exprimés           | Exprimés       | 48 792       | 98,04        | 48 458      | 99,05       |  |

#### Trente-troisième circonscription (Nanterre)
| Candidat       | Candidat               | Parti          | Premier tour | Premier tour | Second tour | Second tour |  |
| Candidat       | Candidat               | Parti          | Voix         | %            | Voix        | %           |  |
| -------------- | ---------------------- | -------------- | ------------ | ------------ | ----------- | ----------- |  |
|                | Raymond Barbet         | PCF            | 18 492       | 39,54        | 19 798      | 42,43       |  |
|                | Jean-Marie Toutain élu | UNR            | 12 487       | 26,7         | 21 921      | 46,98       |  |
|                | Albert Gazier          | SFIO           | 8 296        | 17,74        | 4 942       | 10,59       |  |
|                | Robert Gardes          | MRP            | 4 334        | 9,27         | Retrait     | Retrait     |  |
|                | Georges Suffert        | UFD            | 2 201        | 4,71         |             |             |  |
|                | Georges Foucard        | Extrême droite | 962          | 2,06         |             |             |  |
|                |                        |                |              |              |             |             |  |
| Inscrits       | Inscrits               | Inscrits       | 58 011       | 100,00       | 58 009      | 100,00      |  |
| Abstentions    | Abstentions            | Abstentions    | 10 321       | 17,79        | 10 775      | 18,57       |  |
| Votants        | Votants                | Votants        | 47 690       | 82,21        | 47 234      | 81,43       |  |
| Blancs et nuls | Blancs et nuls         | Blancs et nuls | 918          | 1,92         | 573         | 1,21        |  |
| Exprimés       | Exprimés               | Exprimés       | 46 772       | 98,08        | 46 661      | 98,79       |  |

#### Trente-quatrième circonscription (Neuilly-sur-Seine)
| Candidat       | Candidat             | Parti          | Premier tour | Premier tour | Second tour | Second tour |  |
| Candidat       | Candidat             | Parti          | Voix         | %            | Voix        | %           |  |
| -------------- | -------------------- | -------------- | ------------ | ------------ | ----------- | ----------- |  |
|                | Achille Peretti élu  | UNR            | 25 359       | 45,78        | 33 782      | 64,5        |  |
|                | Georges Dardel       | SFIO           | 10 985       | 26,7         | 10 465      | 19,98       |  |
|                | Denis Baudouin       | CNIP           | 9 765        | 17,63        | Retrait     | Retrait     |  |
|                | Jean-Baptiste Nennig | PCF            | 8 603        | 15,53        | 8 129       | 15,52       |  |
|                | Paul Remicourt       | UFF            | 681          | 2,06         |             |             |  |
|                |                      |                |              |              |             |             |  |
| Inscrits       | Inscrits             | Inscrits       | 69 633       | 100,00       | 69 619      | 100,00      |  |
| Abstentions    | Abstentions          | Abstentions    | 13 101       | 18,81        | 16 025      | 23,02       |  |
| Votants        | Votants              | Votants        | 56 532       | 81,19        | 53 594      | 76,98       |  |
| Blancs et nuls | Blancs et nuls       | Blancs et nuls | 1 139        | 2,01         | 1 218       | 2,27        |  |
| Exprimés       | Exprimés             | Exprimés       | 55 393       | 97,99        | 52 376      | 97,73       |  |

#### Trente-cinquième circonscription (Courbevoie)
| Candidat       | Candidat              | Parti          | Premier tour | Premier tour | Second tour | Second tour |  |
| Candidat       | Candidat              | Parti          | Voix         | %            | Voix        | %           |  |
| -------------- | --------------------- | -------------- | ------------ | ------------ | ----------- | ----------- |  |
|                | Edmond Barrachin      | CNIP           | 10 494       | 23,31        | 10 125      | 22,26       |  |
|                | Robert Gardes         | PCF            | 10 412       | 23,13        | 11 823      | 26          |  |
|                | Edmond Pezé élu       | UNR            | 10 080       | 22,39        | 17 558      | 38,61       |  |
|                | Gabriel Roche         | SFIO           | 7 735        | 17,18        | 5 975       | 13,14       |  |
|                | Pierre Naudet         | Radsoc         | 4 701        | 10,44        | Retrait     | Retrait     |  |
|                | André-Charles Grisoni | Extrême droite | 1 594        | 3,54         |             |             |  |
|                |                       |                |              |              |             |             |  |
| Inscrits       | Inscrits              | Inscrits       | 58 700       | 100,00       | 58 647      | 100,00      |  |
| Abstentions    | Abstentions           | Abstentions    | 12 138       | 20,68        | 12 350      | 21,06       |  |
| Votants        | Votants               | Votants        | 46 562       | 79,32        | 46 297      | 78,94       |  |
| Blancs et nuls | Blancs et nuls        | Blancs et nuls | 1 546        | 3,32         | 816         | 1,76        |  |
| Exprimés       | Exprimés              | Exprimés       | 45 016       | 96,68        | 45 481      | 98,24       |  |

#### Trente-sixième circonscription (Colombes)
| Candidat       | Candidat             | Parti                     | Premier tour | Premier tour | Second tour | Second tour |  |
| Candidat       | Candidat             | Parti                     | Voix         | %            | Voix        | %           |  |
| -------------- | -------------------- | ------------------------- | ------------ | ------------ | ----------- | ----------- |  |
|                | Waldeck L'Huillier   | PCF                       | 17 773       | 34,37        | 21 383      | 42,18       |  |
|                | Marcelle Devaud élue | UNR                       | 14 139       | 27,34        | 29 316      | 57,82       |  |
|                | Antoine Bouchu       | CR                        | 7 897        | 15,27        | Retrait     | Retrait     |  |
|                | Bernard Le Savouroux | SFIO                      | 4 071        | 7,87         | Retrait     | Retrait     |  |
|                | Pierre Stibbe        | UFD                       | 2 663        | 5,15         | Retrait     | Retrait     |  |
|                | Roger Degornet       | MRP                       | 2 178        | 4,21         |             |             |  |
|                | Robert Potier        | Divers                    | 2 004        | 3,88         |             |             |  |
|                | Roger Lebon          | UFF                       | 505          | 0,98         |             |             |  |
|                | Léo Méras            | Divers droite (Gaulliste) | 476          | 0,92         |             |             |  |
|                |                      |                           |              |              |             |             |  |
| Inscrits       | Inscrits             | Inscrits                  | 66 728       | 100,00       | 66 711      | 100,00      |  |
| Abstentions    | Abstentions          | Abstentions               | 13 880       | 20,8         | 14 582      | 21,86       |  |
| Votants        | Votants              | Votants                   | 52 848       | 79,2         | 52 129      | 78,14       |  |
| Blancs et nuls | Blancs et nuls       | Blancs et nuls            | 1 142        | 2,16         | 1 430       | 2,74        |  |
| Exprimés       | Exprimés             | Exprimés                  | 51 706       | 97,84        | 50 699      | 97,26       |  |

#### Trente-septième circonscription (Asnières)
| Candidat       | Candidat                      | Parti          | Premier tour | Premier tour | Second tour | Second tour |  |
| Candidat       | Candidat                      | Parti          | Voix         | %            | Voix        | %           |  |
| -------------- | ----------------------------- | -------------- | ------------ | ------------ | ----------- | ----------- |  |
|                | Michel Maurice-Bokanowski élu | UNR            | 20 436       | 36,77        | 37 460      | 71,3        |  |
|                | Renée Dervaux                 | PCF            | 12 234       | 22,01        | 15 082      | 28,7        |  |
|                | Jean Huet                     | SFIO           | 10 841       | 19,51        | Retrait     | Retrait     |  |
|                | André Gatefait                | CNIP           | 5 283        | 9,51         | Retrait     | Retrait     |  |
|                | Robert Roux                   | CR             | 4 106        | 7,39         | Retrait     | Retrait     |  |
|                | Auguste Huntzinger            | MRP            | 2 679        | 4,82         |             |             |  |
|                |                               |                |              |              |             |             |  |
| Inscrits       | Inscrits                      | Inscrits       | 69 967       | 100,00       | 69 972      | 100,00      |  |
| Abstentions    | Abstentions                   | Abstentions    | 13 131       | 18,77        | 15 541      | 22,21       |  |
| Votants        | Votants                       | Votants        | 56 836       | 81,23        | 54 431      | 77,79       |  |
| Blancs et nuls | Blancs et nuls                | Blancs et nuls | 1 257        | 2,21         | 1 889       | 3,47        |  |
| Exprimés       | Exprimés                      | Exprimés       | 55 579       | 97,79        | 52 542      | 96,53       |  |

#### Trente-huitième circonscription (Levallois-Perret)
| Candidat       | Candidat            | Parti                     | Premier tour | Premier tour | Second tour | Second tour |  |
| Candidat       | Candidat            | Parti                     | Voix         | %            | Voix        | %           |  |
| -------------- | ------------------- | ------------------------- | ------------ | ------------ | ----------- | ----------- |  |
|                | Rose Guérin         | PCF                       | 16 827       | 27,36        | 20 850      | 34,33       |  |
|                | Roland Carter élu   | UNR                       | 14 692       | 23,89        | 32 923      | 54,2        |  |
|                | Fernand Bouron      | MRP                       | 8 778        | 14,27        | 6 966       | 11,47       |  |
|                | Georges Levillain   | SFIO                      | 8 590        | 13,97        | Retrait     | Retrait     |  |
|                | Charles Deutschmann | Modérés                   | 7 866        | 12,79        | Retrait     | Retrait     |  |
|                | Georges Beauchamp   | UFD                       | 3 185        | 5,18         | Retrait     | Retrait     |  |
|                | André Hirsch        | UFF                       | 900          | 1,46         |             |             |  |
|                | Jean Dujardin       | Divers droite (Gaulliste) | 655          | 1,07         |             |             |  |
|                |                     |                           |              |              |             |             |  |
| Inscrits       | Inscrits            | Inscrits                  | 78 294       | 100,00       | 78 294      | 100,00      |  |
| Abstentions    | Abstentions         | Abstentions               | 15 331       | 19,58        | 16 371      | 20,91       |  |
| Votants        | Votants             | Votants                   | 62 963       | 80,42        | 61 923      | 79,09       |  |
| Blancs et nuls | Blancs et nuls      | Blancs et nuls            | 1 470        | 2,33         | 1 184       | 1,91        |  |
| Exprimés       | Exprimés            | Exprimés                  | 61 493       | 97,67        | 60 739      | 98,09       |  |

#### Trente-neuvième circonscription (Saint-Ouen)
| Candidat       | Candidat                | Parti          | Premier tour | Premier tour | Second tour | Second tour |  |
| Candidat       | Candidat                | Parti          | Voix         | %            | Voix        | %           |  |
| -------------- | ----------------------- | -------------- | ------------ | ------------ | ----------- | ----------- |  |
|                | Étienne Fajon           | PCF            | 22 387       | 44,6         | 24 451      | 49,51       |  |
|                | Jean-Charles Privet élu | SFIO           | 7 218        | 14,38        | 24 932      | 50,49       |  |
|                | Robert Parenty          | CNIP           | 6 536        | 13,01        | Retrait     | Retrait     |  |
|                | Robert Rousseau         | UNR            | 5 715        | 11,38        | Retrait     | Retrait     |  |
|                | Jean Pourcel            | Modérés        | 3 963        | 7,89         | Retrait     | Retrait     |  |
|                | André Zentz             | Modérés        | 3 626        | 7,22         | Retrait     | Retrait     |  |
|                | Louis Vennetier         | UFF            | 788          | 1,57         |             |             |  |
|                |                         |                |              |              |             |             |  |
| Inscrits       | Inscrits                | Inscrits       | 62 874       | 100,00       | 62 904      | 100,00      |  |
| Abstentions    | Abstentions             | Abstentions    | 11 506       | 18,3         | 12 191      | 19,38       |  |
| Votants        | Votants                 | Votants        | 51 368       | 81,7         | 50 713      | 80,62       |  |
| Blancs et nuls | Blancs et nuls          | Blancs et nuls | 1 135        | 2,21         | 1 330       | 2,62        |  |
| Exprimés       | Exprimés                | Exprimés       | 50 233       | 97,79        | 49 383      | 97,38       |  |

#### Quarantième circonscription (Saint-Denis)
|                | Fernand Grenier élu   | PCF            | 21 106 | 54,31  |  |  |  |
|                | Jean Destrée          | UNR            | 8 028  | 20,66  |  |  |  |
|                | Michel Seguin         | Modérés        | 4 385  | 11,28  |  |  |  |
|                | Victor Bourgeois      | SFIO           | 3 528  | 9,08   |  |  |  |
|                | Paul Eliez            | Radsoc         | 1 109  | 2,85   |  |  |  |
|                | Antonin Moreira-Besse | Divers         | 709    | 1,82   |  |  |  |
|                |                       |                |        |        |  |  |  |
| Inscrits       | Inscrits              | Inscrits       | 49 720 | 100,00 |  |  |  |
| Abstentions    | Abstentions           | Abstentions    | 9 932  | 19,98  |  |  |  |
| Votants        | Votants               | Votants        | 39 788 | 80,02  |  |  |  |
| Blancs et nuls | Blancs et nuls        | Blancs et nuls | 923    | 2,32   |  |  |  |
| Exprimés       | Exprimés              | Exprimés       | 38 865 | 97,68  |  |  |  |

#### Quarante-et-unième circonscription (Aubervilliers)
| Candidat       | Candidat           | Parti          | Premier tour | Premier tour | Second tour | Second tour |  |
| Candidat       | Candidat           | Parti          | Voix         | %            | Voix        | %           |  |
| -------------- | ------------------ | -------------- | ------------ | ------------ | ----------- | ----------- |  |
|                | Waldeck Rochet élu | PCF            | 23 233       | 47,89        | 25 409      | 52,59       |  |
|                | Christian Gantois  | UNR            | 11 457       | 23,62        | 22 903      | 47,41       |  |
|                | Roger Daugeron     | MRP            | 6 513        | 13,43        | Retrait     | Retrait     |  |
|                | Clément Méda       | SFIO           | 5 146        | 10,61        | Retrait     | Retrait     |  |
|                | Marcel Maubon      | CRR            | 1 183        | 2,44         |             |             |  |
|                | Louis Richard      | UFF            | 981          | 2,02         |             |             |  |
|                |                    |                |              |              |             |             |  |
| Inscrits       | Inscrits           | Inscrits       | 61 558       | 100,00       | 61 566      | 100,00      |  |
| Abstentions    | Abstentions        | Abstentions    | 11 454       | 18,61        | 11 956      | 19,42       |  |
| Votants        | Votants            | Votants        | 50 104       | 81,39        | 49 610      | 80,58       |  |
| Blancs et nuls | Blancs et nuls     | Blancs et nuls | 1 591        | 3,18         | 1 298       | 2,62        |  |
| Exprimés       | Exprimés           | Exprimés       | 48 513       | 96,82        | 48 312      | 97,38       |  |

#### Quarante-deuxième circonscription (Bobigny)
| Candidat       | Candidat                | Parti          | Premier tour | Premier tour | Second tour | Second tour |  |
| Candidat       | Candidat                | Parti          | Voix         | %            | Voix        | %           |  |
| -------------- | ----------------------- | -------------- | ------------ | ------------ | ----------- | ----------- |  |
|                | Maurice Nilès élu       | PCF            | 21 695       | 48,26        | 23 376      | 52,22       |  |
|                | Marceau Dufrénoy        | MRP            | 12 991       | 28,9         | 21 390      | 47,78       |  |
|                | Pierre Duchet           | SFIO           | 6 579        | 14,63        | Retrait     | Retrait     |  |
|                | Albert Lécrivain-Servoz | Divers         | 3 689        | 8,21         | Retrait     | Retrait     |  |
|                |                         |                |              |              |             |             |  |
| Inscrits       | Inscrits                | Inscrits       | 55 951       | 100,00       | 55 925      | 100,00      |  |
| Abstentions    | Abstentions             | Abstentions    | 9 858        | 17,62        | 10 271      | 18,37       |  |
| Votants        | Votants                 | Votants        | 46 093       | 82,38        | 45 654      | 81,63       |  |
| Blancs et nuls | Blancs et nuls          | Blancs et nuls | 1 139        | 2,47         | 888         | 1,95        |  |
| Exprimés       | Exprimés                | Exprimés       | 44 954       | 97,53        | 44 766      | 98,05       |  |

#### Quarante-troisième circonscription (Bondy)
| Candidat       | Candidat             | Parti          | Premier tour | Premier tour | Second tour | Second tour |  |
| Candidat       | Candidat             | Parti          | Voix         | %            | Voix        | %           |  |
| -------------- | -------------------- | -------------- | ------------ | ------------ | ----------- | ----------- |  |
|                | Jean Houdremont      | PCF            | 16 861       | 28,49        | 18 842      | 31,91       |  |
|                | Robert Calméjane élu | UNR            | 16 096       | 27,2         | 28 017      | 47,45       |  |
|                | Maurice Coutrot      | SFIO           | 13 578       | 22,95        | 12 184      | 20,64       |  |
|                | Joseph Dumas         | MRP            | 6 351        | 10,73        | Retrait     | Retrait     |  |
|                | Charles Hernu        | UFD            | 3 514        | 5,94         | Retrait     | Retrait     |  |
|                | Charles Boulay       | Divers         | 1 773        | 3            |             |             |  |
|                | Henri Fasseur        | UFF            | 1 001        | 1,69         |             |             |  |
|                |                      |                |              |              |             |             |  |
| Inscrits       | Inscrits             | Inscrits       | 74 454       | 100,00       | 74 436      | 100,00      |  |
| Abstentions    | Abstentions          | Abstentions    | 13 876       | 18,64        | 14 518      | 19,5        |  |
| Votants        | Votants              | Votants        | 60 578       | 81,36        | 59 918      | 80,5        |  |
| Blancs et nuls | Blancs et nuls       | Blancs et nuls | 1 404        | 2,32         | 875         | 1,46        |  |
| Exprimés       | Exprimés             | Exprimés       | 59 174       | 97,68        | 59 043      | 98,54       |  |

#### Quarante-quatrième circonscription (Bagnolet)
| Candidat       | Candidat         | Parti                     | Premier tour | Premier tour | Second tour | Second tour |  |
| Candidat       | Candidat         | Parti                     | Voix         | %            | Voix        | %           |  |
| -------------- | ---------------- | ------------------------- | ------------ | ------------ | ----------- | ----------- |  |
|                | Jean Lolive élu  | PCF                       | 20 034       | 38,38        | 22 221      | 43,41       |  |
|                | Jean Dides       | CNIP                      | 11 944       | 22,88        | 20 095      | 39,26       |  |
|                | Gérard Jaquet    | SFIO                      | 9 219        | 17,66        | 7 857       | 15,35       |  |
|                | Georges Rebattet | Divers                    | 7 017        | 13,44        | 1 014       | 1,98        |  |
|                | Serge Coche      | UFD                       | 1 630        | 3,12         |             |             |  |
|                | Roger André      | Divers droite (Gaulliste) | 1 305        | 2,5          |             |             |  |
|                | Henri Lacombe    | UFF                       | 1 046        | 2            |             |             |  |
|                |                  |                           |              |              |             |             |  |
| Inscrits       | Inscrits         | Inscrits                  | 66 948       | 100,00       | 66 929      | 100,00      |  |
| Abstentions    | Abstentions      | Abstentions               | 13 271       | 19,82        | 14 663      | 21,91       |  |
| Votants        | Votants          | Votants                   | 53 677       | 80,18        | 52 266      | 78,09       |  |
| Blancs et nuls | Blancs et nuls   | Blancs et nuls            | 1 482        | 2,76         | 1 079       | 2,06        |  |
| Exprimés       | Exprimés         | Exprimés                  | 52 195       | 97,24        | 51 187      | 97,94       |  |

#### Quarante-cinquième circonscription (Montreuil)
| Candidat       | Candidat                  | Parti          | Premier tour | Premier tour | Second tour | Second tour |  |
| Candidat       | Candidat                  | Parti          | Voix         | %            | Voix        | %           |  |
| -------------- | ------------------------- | -------------- | ------------ | ------------ | ----------- | ----------- |  |
|                | Jacques Duclos            | PCF            | 21 049       | 40,31        | 21 252      | 41,74       |  |
|                | Jean-Pierre Profichet élu | UNR            | 18 218       | 34,89        | 29 662      | 58,26       |  |
|                | Henri Frenay              | SFIO           | 10 416       | 19,95        | 40          | 0,08        |  |
|                | Yves Anthelme             | Divers         | 1 721        | 3,3          |             |             |  |
|                | Marcel Lézié              | UFF            | 817          | 1,56         |             |             |  |
|                |                           |                |              |              |             |             |  |
| Inscrits       | Inscrits                  | Inscrits       | 64 666       | 100,00       | 64 472      | 100,00      |  |
| Abstentions    | Abstentions               | Abstentions    | 11 363       | 17,57        | 12 589      | 19,53       |  |
| Votants        | Votants                   | Votants        | 53 303       | 82,43        | 51 883      | 80,47       |  |
| Blancs et nuls | Blancs et nuls            | Blancs et nuls | 1 082        | 2,03         | 969         | 1,87        |  |
| Exprimés       | Exprimés                  | Exprimés       | 52 221       | 97,97        | 50 914      | 98,13       |  |

#### Quarante-sixième circonscription (Vincennes)
| Candidat       | Candidat            | Parti          | Premier tour | Premier tour | Second tour | Second tour |  |
| Candidat       | Candidat            | Parti          | Voix         | %            | Voix        | %           |  |
| -------------- | ------------------- | -------------- | ------------ | ------------ | ----------- | ----------- |  |
|                | Antoine Quinson élu | CR             | 23 924       | 39,83        | 26 965      | 46,94       |  |
|                | Paul Febvre         | UNR            | 12 589       | 20,96        | 16 793      | 29,23       |  |
|                | Charles Garcia      | PCF            | 11 407       | 18,99        | 12 642      | 22,01       |  |
|                | René Appel          | SFIO           | 5 660        | 9,42         | Retrait     | Retrait     |  |
|                | Aimé Blanc          | Divers         | 3 122        | 5,2          | 1 045       | 1,82        |  |
|                | Jacques Hémon       | Modérés        | 2 401        | 4            |             |             |  |
|                | André Monteil       | UFF            | 966          | 1,61         |             |             |  |
|                |                     |                |              |              |             |             |  |
| Inscrits       | Inscrits            | Inscrits       | 75 493       | 100,00       | 75 487      | 100,00      |  |
| Abstentions    | Abstentions         | Abstentions    | 13 644       | 18,07        | 16 494      | 21,85       |  |
| Votants        | Votants             | Votants        | 61 849       | 81,93        | 58 993      | 78,15       |  |
| Blancs et nuls | Blancs et nuls      | Blancs et nuls | 1 780        | 2,88         | 1 548       | 2,62        |  |
| Exprimés       | Exprimés            | Exprimés       | 60 069       | 97,12        | 57 445      | 97,38       |  |

#### Quarante-septième circonscription (Champigny-sur-Marne)
| Candidat       | Candidat              | Parti          | Premier tour | Premier tour | Second tour | Second tour |  |
| Candidat       | Candidat              | Parti          | Voix         | %            | Voix        | %           |  |
| -------------- | --------------------- | -------------- | ------------ | ------------ | ----------- | ----------- |  |
|                | Roland Nungesser élu  | UNR            | 15 991       | 31,06        | 33 768      | 67,23       |  |
|                | Louis Talamoni        | PCF            | 13 624       | 26,46        | 16 462      | 32,77       |  |
|                | Robert Belvaux        | SFIO           | 6 905        | 13,41        | Retrait     | Retrait     |  |
|                | René Minguet          | CR             | 4 518        | 8,77         | Retrait     | Retrait     |  |
|                | Christian Bourguignon | Divers         | 3 450        | 6,7          | Retrait     | Retrait     |  |
|                | Henri Melchior        | MRP            | 2 736        | 5,31         | Retrait     | Retrait     |  |
|                | Justin Cabot          | Divers         | 1 955        | 3,8          |             |             |  |
|                | Pascal Bompard        | Radsoc         | 1 613        | 3,13         |             |             |  |
|                | Henri Dijon           | Divers gauche  | 696          | 1,35         |             |             |  |
|                |                       |                |              |              |             |             |  |
| Inscrits       | Inscrits              | Inscrits       | 64 161       | 100,00       | 64 148      | 100,00      |  |
| Abstentions    | Abstentions           | Abstentions    | 11 642       | 18,14        | 12 458      | 19,42       |  |
| Votants        | Votants               | Votants        | 52 519       | 81,86        | 51 690      | 80,58       |  |
| Blancs et nuls | Blancs et nuls        | Blancs et nuls | 1 031        | 1,96         | 1 460       | 2,82        |  |
| Exprimés       | Exprimés              | Exprimés       | 51 488       | 98,04        | 50 230      | 97,18       |  |

#### Quarante-huitième circonscription (Créteil)
| Candidat       | Candidat             | Parti                     | Premier tour | Premier tour | Second tour | Second tour |  |
| Candidat       | Candidat             | Parti                     | Voix         | %            | Voix        | %           |  |
| -------------- | -------------------- | ------------------------- | ------------ | ------------ | ----------- | ----------- |  |
|                | Philippe Vayron élu  | CNIP                      | 12 785       | 23,6         | 22 330      | 41,88       |  |
|                | Armand Dudach        | PCF                       | 11 761       | 21,71        | 14 106      | 26,46       |  |
|                | Paul Baron           | MRP                       | 10 277       | 18,97        | 16 884      | 31,67       |  |
|                | Gilbert Noël         | Divers droite (Gaulliste) | 5 750        | 10,61        | Retrait     | Retrait     |  |
|                | André Dassibat       | Modérés                   | 3 822        | 7,06         | Retrait     | Retrait     |  |
|                | Marie-Louise Villien | SFIO                      | 3 121        | 5,76         | Retrait     | Retrait     |  |
|                | Jean Rousseau        | Radsoc                    | 1 923        | 3,55         |             |             |  |
|                | Jean Le Trocquer     | UFD                       | 1 687        | 3,11         |             |             |  |
|                | François Mazaleyrat  | Divers                    | 1 185        | 2,19         |             |             |  |
|                | Albert Privat        | UFF                       | 710          | 1,31         |             |             |  |
|                | René Auger           | UFF                       | 693          | 1,28         |             |             |  |
|                | César Ribetti        | Divers                    | 460          | 0,85         |             |             |  |
|                |                      |                           |              |              |             |             |  |
| Inscrits       | Inscrits             | Inscrits                  | 67 617       | 100,00       | 67 617      | 100,00      |  |
| Abstentions    | Abstentions          | Abstentions               | 12 267       | 18,14        | 13 334      | 19,72       |  |
| Votants        | Votants              | Votants                   | 55 350       | 81,86        | 54 283      | 80,28       |  |
| Blancs et nuls | Blancs et nuls       | Blancs et nuls            | 1 176        | 2,12         | 963         | 1,77        |  |
| Exprimés       | Exprimés             | Exprimés                  | 54 174       | 97,88        | 53 320      | 98,23       |  |

#### Quarante-neuvième circonscription (Alfortville)
| Candidat       | Candidat                  | Parti          | Premier tour | Premier tour | Second tour | Second tour |  |
| Candidat       | Candidat                  | Parti          | Voix         | %            | Voix        | %           |  |
| -------------- | ------------------------- | -------------- | ------------ | ------------ | ----------- | ----------- |  |
|                | Alfred Malleret-Joinville | PCF            | 14 538       | 26,56        | 18 729      | 35,87       |  |
|                | Michel Peytel élu         | UNR            | 12 130       | 22,16        | 33 448      | 64,06       |  |
|                | Henri Guérin              | CR             | 11 980       | 21,89        | Retrait     | Retrait     |  |
|                | Raoul Bleuse              | UFD            | 5 150        | 9,41         | Retrait     | Retrait     |  |
|                | Joseph Franceschi         | SFIO           | 5 098        | 9,31         | 40          | 0,08        |  |
|                | Roland Bernard-Curtil     | MRP            | 2 943        | 5,38         | Retrait     | Retrait     |  |
|                | Claude Leclercq           | Radsoc         | 2 270        | 4,15         |             |             |  |
|                | André Jam                 | UFF            | 628          | 1,15         |             |             |  |
|                |                           |                |              |              |             |             |  |
| Inscrits       | Inscrits                  | Inscrits       | 68 713       | 100,00       | 68 717      | 100,00      |  |
| Abstentions    | Abstentions               | Abstentions    | 12 637       | 18,39        | 14 512      | 21,12       |  |
| Votants        | Votants                   | Votants        | 56 076       | 81,61        | 54 205      | 78,88       |  |
| Blancs et nuls | Blancs et nuls            | Blancs et nuls | 1 339        | 2,39         | 1 988       | 3,67        |  |
| Exprimés       | Exprimés                  | Exprimés       | 54 737       | 97,61        | 52 217      | 96,33       |  |

#### Cinquantième circonscription (Ivry-sur-Seine)
| Candidat       | Candidat           | Parti                     | Premier tour | Premier tour | Second tour | Second tour |  |
| Candidat       | Candidat           | Parti                     | Voix         | %            | Voix        | %           |  |
| -------------- | ------------------ | ------------------------- | ------------ | ------------ | ----------- | ----------- |  |
|                | Maurice Thorez élu | PCF                       | 23 952       | 47,1         | 26 265      | 51,08       |  |
|                | Jean Soulivet      | UNR                       | 11 768       | 23,14        | 25 157      | 48,92       |  |
|                | Élie Roussineau    | SFIO                      | 5 587        | 10,99        | Retrait     | Retrait     |  |
|                | René Liger         | MRP                       | 4 460        | 8,77         | Retrait     | Retrait     |  |
|                | Louis Lapierre     | CRR                       | 3 648        | 7,17         | Retrait     | Retrait     |  |
|                | Jean Catoli        | Divers droite (Gaulliste) | 1 438        | 2,83         |             |             |  |
|                |                    |                           |              |              |             |             |  |
| Inscrits       | Inscrits           | Inscrits                  | 65 259       | 100,00       | 65 260      | 100,00      |  |
| Abstentions    | Abstentions        | Abstentions               | 12 771       | 19,57        | 12 380      | 18,97       |  |
| Votants        | Votants            | Votants                   | 52 488       | 80,43        | 52 880      | 81,03       |  |
| Blancs et nuls | Blancs et nuls     | Blancs et nuls            | 1 635        | 3,11         | 1 458       | 2,76        |  |
| Exprimés       | Exprimés           | Exprimés                  | 50 853       | 96,89        | 51 422      | 97,24       |  |

#### Cinquante-et-unième circonscription (Choisy-le-Roy)
| Candidat       | Candidat                  | Parti                     | Premier tour | Premier tour | Second tour | Second tour |  |
| Candidat       | Candidat                  | Parti                     | Voix         | %            | Voix        | %           |  |
| -------------- | ------------------------- | ------------------------- | ------------ | ------------ | ----------- | ----------- |  |
|                | Fernand Dupuy             | PCF                       | 12 295       | 31,19        | 13 768      | 34,69       |  |
|                | Daniel Dreyfous-Ducas élu | UNR                       | 9 373        | 23,78        | 21 007      | 52,93       |  |
|                | Henri Sergent             | SFIO                      | 5 868        | 14,89        | 4 913       | 12,38       |  |
|                | Irène de Lipkowski        | CRR                       | 4 957        | 12,58        | Retrait     | Retrait     |  |
|                | Hélène Falconetti         | MRP                       | 3 013        | 7,64         | Retrait     | Retrait     |  |
|                | Jacques Moreau            | CNIP                      | 2 964        | 7,52         | Retrait     | Retrait     |  |
|                | Ary Hemmet                | Divers droite (Gaulliste) | 526          | 1,33         |             |             |  |
|                | Berthe Rotges             | UFF                       | 422          | 1,07         |             |             |  |
|                |                           |                           |              |              |             |             |  |
| Inscrits       | Inscrits                  | Inscrits                  | 50 163       | 100,00       | 50 161      | 100,00      |  |
| Abstentions    | Abstentions               | Abstentions               | 9 643        | 19,22        | 9 855       | 19,65       |  |
| Votants        | Votants                   | Votants                   | 40 520       | 80,78        | 40 306      | 80,35       |  |
| Blancs et nuls | Blancs et nuls            | Blancs et nuls            | 1 102        | 2,72         | 618         | 1,53        |  |
| Exprimés       | Exprimés                  | Exprimés                  | 39 418       | 97,28        | 39 688      | 98,47       |  |

#### Cinquante-deuxième circonscription (Villejuif)
| Candidat       | Candidat                        | Parti          | Premier tour | Premier tour | Second tour | Second tour |  |
| Candidat       | Candidat                        | Parti          | Voix         | %            | Voix        | %           |  |
| -------------- | ------------------------------- | -------------- | ------------ | ------------ | ----------- | ----------- |  |
|                | Marie-Claude Vaillant-Couturier | PCF            | 21 550       | 40,64        | 23 969      | 45,84       |  |
|                | Antoine Lacroix élu             | SFIO           | 11 595       | 21,86        | 28 323      | 54,16       |  |
|                | Jacques Veyssière               | UNR            | 9 159        | 17,27        | Retrait     | Retrait     |  |
|                | André Maigne                    | MRP            | 6 140        | 11,58        | Retrait     | Retrait     |  |
|                | Pierre Doridam                  | UFD            | 1 983        | 3,74         |             |             |  |
|                | André Causse                    | Radsoc         | 1 835        | 3,46         |             |             |  |
|                | Roger Sauphar                   | UFF            | 771          | 1,45         |             |             |  |
|                |                                 |                |              |              |             |             |  |
| Inscrits       | Inscrits                        | Inscrits       | 66 204       | 100,00       | 66 202      | 100,00      |  |
| Abstentions    | Abstentions                     | Abstentions    | 11 956       | 18,06        | 12 469      | 18,83       |  |
| Votants        | Votants                         | Votants        | 54 248       | 81,94        | 53 733      | 81,17       |  |
| Blancs et nuls | Blancs et nuls                  | Blancs et nuls | 1 215        | 2,24         | 1 441       | 2,68        |  |
| Exprimés       | Exprimés                        | Exprimés       | 53 033       | 97,76        | 52 292      | 97,32       |  |

#### Cinquante-troisième circonscription (Antony)
| Candidat       | Candidat         | Parti          | Premier tour | Premier tour | Second tour | Second tour |  |
| Candidat       | Candidat         | Parti          | Voix         | %            | Voix        | %           |  |
| -------------- | ---------------- | -------------- | ------------ | ------------ | ----------- | ----------- |  |
|                | Albert Petit     | PCF            | 13 216       | 25,6         | 16 231      | 31,67       |  |
|                | Albert Frouard   | CR             | 7 877        | 15,26        | 8 220       | 16,04       |  |
|                | Paul Mainguy élu | UNR            | 7 797        | 15,1         | 22 435      | 43,78       |  |
|                | Marcel Chopine   | Modérés        | 6 636        | 12,85        | Retrait     | Retrait     |  |
|                | Georges Suant    | UFD            | 5 165        | 10           | 469         | 0,92        |  |
|                | Pierre Mauroy    | SFIO           | 4 171        | 8,08         | 3 893       | 7,6         |  |
|                | Suzanne Peters   | MRP            | 3 120        | 6,04         | Retrait     | Retrait     |  |
|                | Roger Sauphar    | CRR            | 1 479        | 2,86         |             |             |  |
|                | Pierre Faillant  | Extrême droite | 1 221        | 2,36         |             |             |  |
|                | Lucien Paviot    | Divers         | 948          | 1,84         |             |             |  |
|                |                  |                |              |              |             |             |  |
| Inscrits       | Inscrits         | Inscrits       | 64 934       | 100,00       | 64 924      | 100,00      |  |
| Abstentions    | Abstentions      | Abstentions    | 11 936       | 18,38        | 12 664      | 19,51       |  |
| Votants        | Votants          | Votants        | 52 998       | 81,62        | 52 260      | 80,49       |  |
| Blancs et nuls | Blancs et nuls   | Blancs et nuls | 1 368        | 2,58         | 1 012       | 1,94        |  |
| Exprimés       | Exprimés         | Exprimés       | 51 630       | 97,42        | 51 248      | 98,06       |  |

#### Cinquante-quatrième circonscription (Clamart)
| Candidat       | Candidat            | Parti                     | Premier tour | Premier tour | Second tour | Second tour |  |
| Candidat       | Candidat            | Parti                     | Voix         | %            | Voix        | %           |  |
| -------------- | ------------------- | ------------------------- | ------------ | ------------ | ----------- | ----------- |  |
|                | Guy Ducoloné        | PCF                       | 13 130       | 23,78        | 14 880      | 27,09       |  |
|                | Raymond Poutier élu | UNR                       | 11 233       | 20,35        | 28 908      | 52,62       |  |
|                | Georges Riond       | CNIP                      | 8 556        | 15,5         | Retrait     | Retrait     |  |
|                | Édouard Depreux     | UFD                       | 7 111        | 12,88        | 6 314       | 11,49       |  |
|                | Maurice Dolivet     | SFIO                      | 6 298        | 11,41        | 4 835       | 8,8         |  |
|                | Irène Manceaux      | MRP                       | 4 984        | 9,03         | Retrait     | Retrait     |  |
|                | Pierre Jumel        | CR                        | 1 874        | 3,39         |             |             |  |
|                | Ernest David        | RGR                       | 923          | 1,67         |             |             |  |
|                | Claude Blum         | Radsoc                    | 755          | 1,37         |             |             |  |
|                | Antoine de Peretti  | Divers droite (Gaulliste) | 341          | 0,62         |             |             |  |
|                |                     |                           |              |              |             |             |  |
| Inscrits       | Inscrits            | Inscrits                  | 68 552       | 100,00       | 68 559      | 100,00      |  |
| Abstentions    | Abstentions         | Abstentions               | 12 087       | 17,63        | 12 800      | 18,67       |  |
| Votants        | Votants             | Votants                   | 56 465       | 82,37        | 55 759      | 81,33       |  |
| Blancs et nuls | Blancs et nuls      | Blancs et nuls            | 1 260        | 2,23         | 822         | 1,47        |  |
| Exprimés       | Exprimés            | Exprimés                  | 55 205       | 97,77        | 54 937      | 98,53       |  |

#### Cinquante-cinquième circonscription (Issy-les-Moulineaux)
| Candidat       | Candidat           | Parti                     | Premier tour | Premier tour | Second tour | Second tour |  |
| Candidat       | Candidat           | Parti                     | Voix         | %            | Voix        | %           |  |
| -------------- | ------------------ | ------------------------- | ------------ | ------------ | ----------- | ----------- |  |
|                | Léon Salagnac      | PCF                       | 17 389       | 32,09        | 19 642      | 36,8        |  |
|                | René Plazanet élu  | UNR                       | 12 859       | 23,73        | 27 154      | 50,87       |  |
|                | Alfred Sevestre    | SFIO                      | 6 549        | 12,09        | 6 581       | 12,33       |  |
|                | André Leroy        | CNIP                      | 5 315        | 9,81         | Retrait     | Retrait     |  |
|                | Louis Desgranges   | MRP                       | 2 812        | 5,19         | Retrait     | Retrait     |  |
|                | Robert Tenger      | CRR                       | 2 723        | 5,03         | Retrait     | Retrait     |  |
|                | Roger Dauphin      | UFD                       | 2 079        | 3,84         |             |             |  |
|                | Robert Savary      | Divers                    | 1 795        | 3,31         |             |             |  |
|                | Maurice Barthelet  | Divers                    | 1 346        | 2,48         |             |             |  |
|                | Louis Hemmerdinger | Divers droite (Gaulliste) | 1 321        | 2,44         |             |             |  |
|                |                    |                           |              |              |             |             |  |
| Inscrits       | Inscrits           | Inscrits                  | 68 139       | 100,00       | 68 122      | 100,00      |  |
| Abstentions    | Abstentions        | Abstentions               | 12 832       | 18,83        | 13 785      | 20,24       |  |
| Votants        | Votants            | Votants                   | 55 307       | 81,17        | 54 337      | 79,76       |  |
| Blancs et nuls | Blancs et nuls     | Blancs et nuls            | 1 119        | 2,02         | 960         | 1,77        |  |
| Exprimés       | Exprimés           | Exprimés                  | 54 188       | 97,98        | 53 377      | 98,23       |  |